# Charles Leclerc
Charles Marc Hervé Perceval Leclerc (Monte Carlo, 16 ottobre 1997) è un pilota automobilistico monegasco, attivo in Formula 1 con la Ferrari.
Dopo aver vinto i campionati di GP3 Series 2016 e di Formula 2 2017 da esordiente, nel 2018 ha debuttato in Formula 1 con la Sauber, passando dal 2019 al volante della Ferrari. Vicecampione del mondo nel 2022, è al secondo posto nella storia della Ferrari per pole position (27) dietro solamente a Michael Schumacher ed è recordman per punti conquistati. Ha inoltre vinto due volte il Trofeo Pole FIA (2019, 2022).
Il suo numero di gara è il 16.

## Biografia

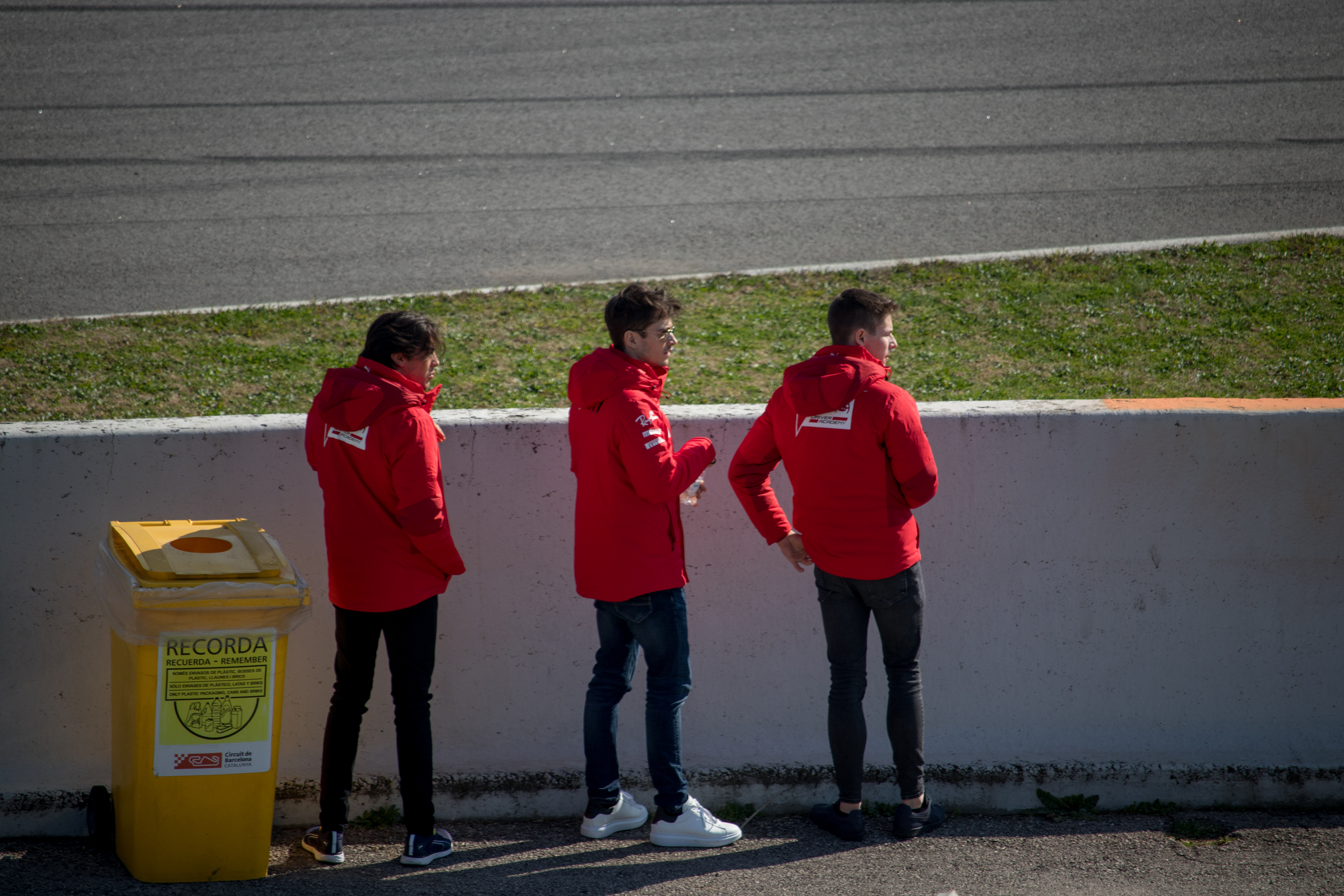
Charles Leclerc con il fratello minore Arthur (a destra) e Giuliano Alesi (a sinistra), durante i test prestagionali del febbraio 2020.

È figlio di Pascale, la madre, e di Hervé, pilota di Formula 3 negli anni 80 e 90 del XX secolo, morto prematuramente nel 2017 all'età di 54 anni dopo una lunga malattia, quattro giorni prima che Charles vincesse il Gran Premio d'Azerbaigian di Formula 2. Charles ha un fratello maggiore, Lorenzo, e uno minore, Arthur, anch'egli pilota e cresciuto nella Ferrari Driver Academy.
Durante la sua infanzia Leclerc ha avuto uno stretto rapporto di amicizia con lo scomparso pilota nizzardo Jules Bianchi, il quale era anche il suo padrino. Leclerc ha iniziato a correre con i kart nella pista gestita proprio dal padre di Bianchi, a Brignoles; come Bianchi, anche Leclerc si è poi unito alla compagnia di management ARM gestita da Nicolas Todt.
Da quando è in Formula 1 corre col 16 come numero di gara, giorno del suo compleanno oltreché somma (1+6) del suo numero preferito, il 7, tuttavia già occupato da Kimi Räikkönen all'arrivo di Leclerc nel circus.
Oltre al francese, sua lingua madre, parla fluentemente l'italiano e l'inglese.
Dai Tifosi della Ferrari è comunemente chiamato il 'Predestinato', soprannome ottenuto dopo la vittoria nel Gran Premio d'Italia 2019.

## Vita privata
Dal 2023 ha una relazione con la modella e influencer Alexandra Saint Mleux.

## Carriera

### Kart
Leclerc ha iniziato la sua carriera nei kart nel 2005, vincendo il campionato PACA francese nello stesso anno, nel 2006 e nel 2008. Nel 2009 è diventato il campione cadetto francese, prima di spostarsi nella classe KF3 nel 2010, dove ha vinto la Junior Monaco Kart Cup. Ha proseguito a correre in KF3 nel 2011, anno in cui ha vinto la coppa del mondo CIK-FIA KF3, il trofeo Academy CIK-FIA e i Master dell'ERDF Junior Kart. Negli anni Leclerc è diventato anche membro della compagnia ARM di Todt.
Leclerc è passato alla categoria KF2 nel 2012 con l'ART Grand Prix e ha vinto il titolo WSK Euro Series, oltre a chiudere al 2º posto nel campionato europeo CIK-FIA KF2 e nel campionato del mondo di Kart CIK-FIA Under-18.
Il 2013 è stato l'ultimo anno in cui Leclerc ha corso nel mondo del karting. Ha ottenuto un 6º posto nel campionato europeo CIK-FIA KZ1 e un 2º posto nel campionato del mondo CIK-FIA KZ dietro a un altro promettente elemento, il futuro campione del mondo di Formula 1 Max Verstappen.

### Formula Renault 2.0
Nel 2014 Leclerc è passato alle monoposto, correndo nella Formula Renault 2.0 Alps per la squadra britannica Fortec Motorsports. Durante la stagione ha ottenuto sette podi, tra cui due vittorie, una delle quali a Monza, mentre l'altra è arrivata nel round finale a Jerez, dove precedette il russo Matevos Isaakyan. Ha concluso il campionato al 2º posto alle spalle di Nyck de Vries su Koiranen.
Leclerc ha partecipato anche all'Eurocup Formula Renault 2.0, di nuovo con la Fortec, come pilota ospite. Nelle sei gare che ha disputato, ha concluso sul podio tre volte. Spiccano in particolare un 2º posto al Nürburgring e all'Hungaroring.

### Formula 3 europea

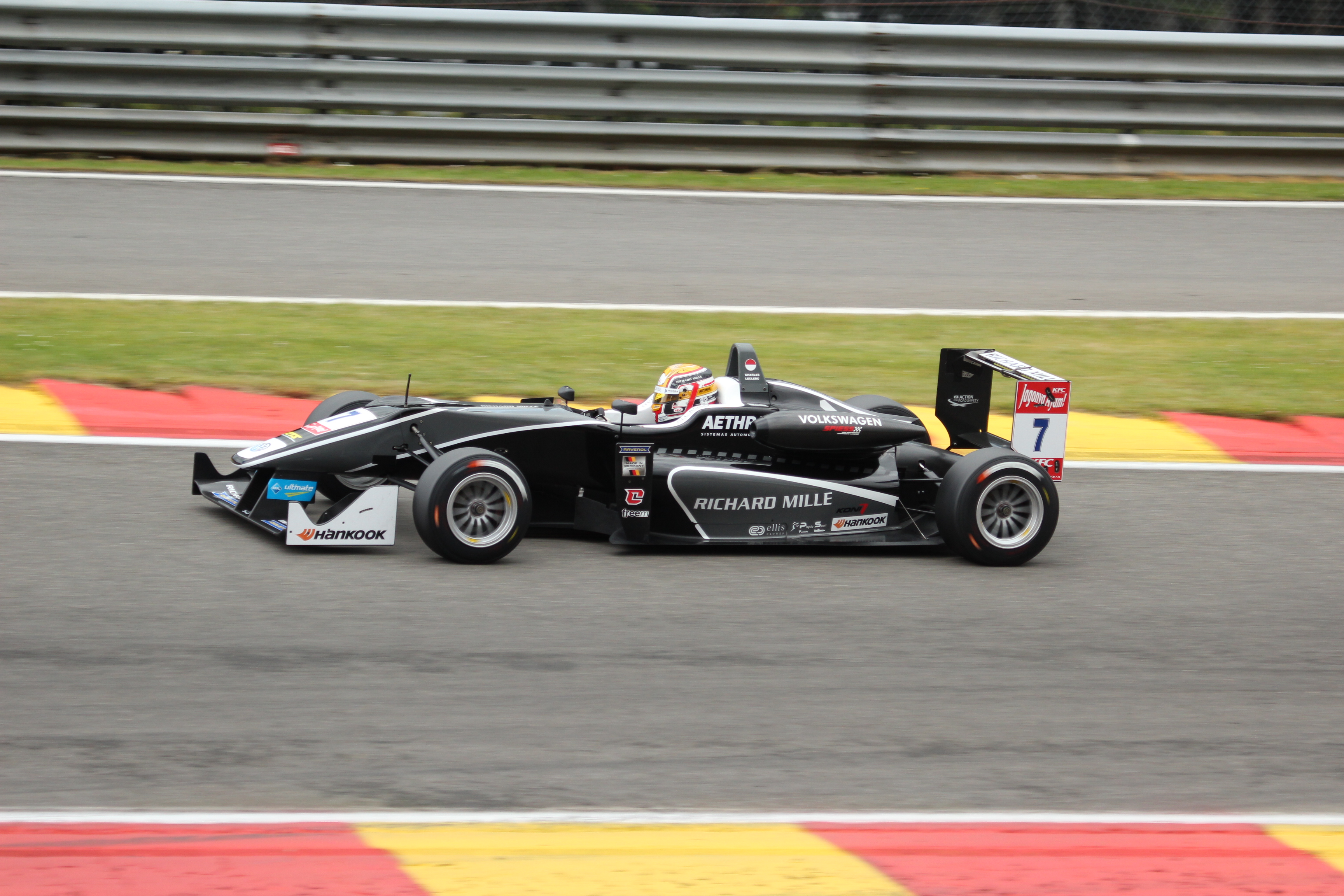
Leclerc su Dallara F312 della Van Amersfoort Racing, con cui si laureò migliore rookie della F3 europea 2015.

Leclerc ha partecipato alla Formula 3 europea nel 2015, alla guida di una vettura della squadra olandese Van Amersfoort Racing. Nel primo evento stagionale, tenutosi a Silverstone, Leclerc ha ottenuto la pole position in gara-2 e gara-3 dopo che il poleman originario, Felix Rosenqvist, è stato escluso per motivazioni tecniche. Ha vinto la sua prima gara nello stesso weekend, in gara-3, davanti ad Antonio Giovinazzi e Jake Dennis. La seconda vittoria è arrivata nel weekend di gara successivo a Hockenheim, nuovamente in gara-3, mentre nelle altre due gare ha ottenuto due podi e tre vittorie tra gli esordienti. Leclerc ha vinto per la terza volta in gara-1 a Spa-Francorchamps, cosa che gli ha permesso di prendere il comando del campionato. A ogni modo, Leclerc ha concluso la stagione al 4º posto, principalmente a causa dei danni al telaio avuti in seguito a un incidente con Lance Stroll a Zandvoort.
A novembre 2015, Leclerc ha chiuso al 2º posto il Gran Premio di Macao.

### GP3 Series
Nel dicembre 2015 Leclerc ha partecipato ai test poststagionali della GP3 con ART Grand Prix e Arden International. A febbraio 2016 Nyck de Vries ha confermato che Leclerc avrebbe corso nella stagione 2016 della GP3 e la ART Grand Prix lo ingaggiò la settimana successiva.
Leclerc vince subito alla prima gara sul circuito di Catalogna e si ripete vincendo le gare in Austria e in Belgio. Il 26 novembre, dopo Gara 1 del gran premio di Abu Dhabi, si laurea campione della GP3 nonostante il suo ritiro durante la corsa.

### Formula 2

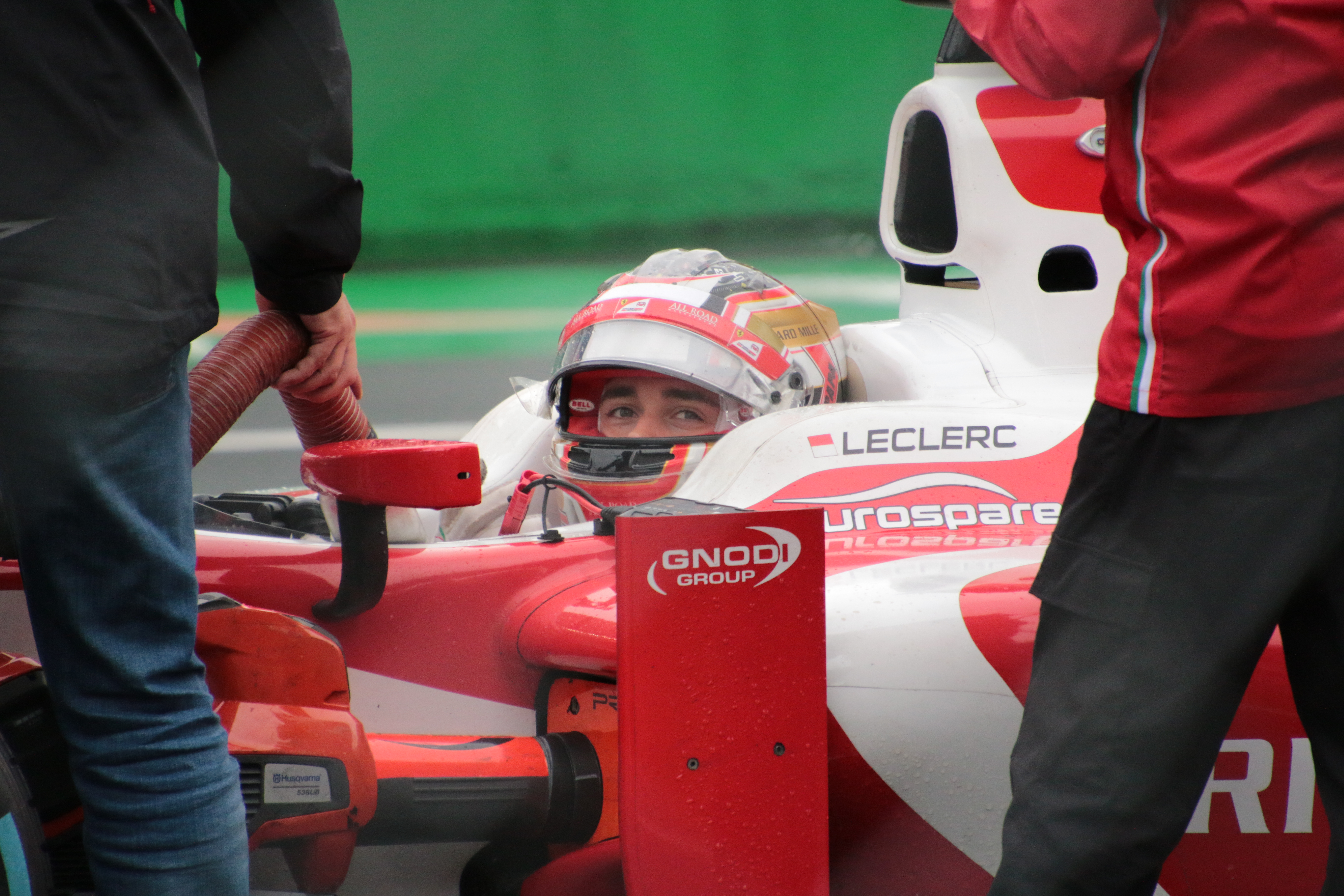
Leclerc nell'abitacolo della Dallara GP2/11 della Prema Powerteam per il round di Monza del Campionato FIA di Formula 2 2017.

La settimana successiva alla sua vittoria del titolo in GP3, si ebbe la conferma che Leclerc sarebbe salito in Formula 2 per la stagione 2017 con la scuderia Prema Racing, insieme al compagno Antonio Fuoco, anch'egli parte della Ferrari Driver Academy.
Leclerc domina la prima parte della stagione con 5 vittorie e 7 podi nelle prime 12 gare. Nei primi 7 appuntamenti della Formula 2 ottiene tutte e 7 le pole position, l'ultima però, ottenuta nel Gran Premio di Ungheria, gli viene tolta per una squalifica dovuta a un'irregolarità di un elemento del differenziale sulla sua monoposto e viene assegnata al pilota Oliver Rowland alla guida della DAMS. Nell'appuntamento di Spa-Francorchamps ottiene la pole numero 7 sotto una tempesta d'acqua, e domina tutta la feature race con 36 secondi di vantaggio sul secondo classificato Oliver Rowland. Entrambi verranno però squalificati dalla direzione gara per un'irregolarità al fondo delle vetture. Nella gara sprint, costretto a partire dal fondo, il pilota monegasco esegue una rimonta fino al quinto posto. A Monza le cose non vanno per il verso giusto. Si qualifica solo settimo nella feature race e, mentre lotta per la prima posizione con Nyck de Vries, i due si scontrano (De Vries verrà penalizzato a fine corsa) e perdono il controllo delle loro vetture. Leclerc finirà la gara in 17ª posizione. Nella gara sprint Charles è costretto ancora a recuperare dal fondo, riuscendo a risalire fino alla nona posizione.

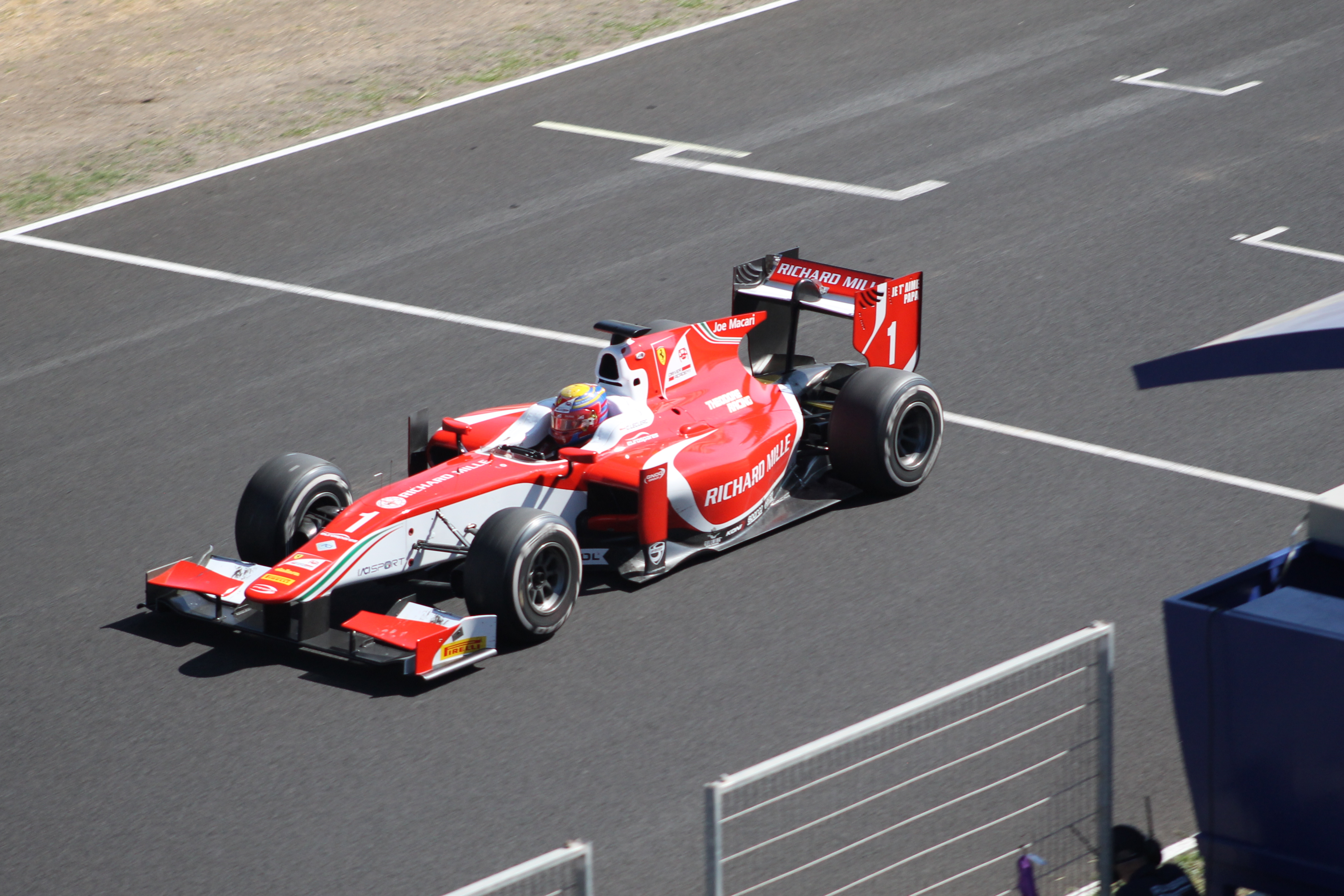
Leclerc al comando della vittoriosa feature race di Jerez che gli darà la certezza del titolo 2017 di Formula 2.

Nel weekend del Gran Premio di Jerez Charles ottiene la pole numero 8 battendo il record di maggior numero di pole nella categoria detenuto da Stoffel Vandoorne. In Gara 1 Leclerc ha una buona partenza e mantiene la leadership della corsa. Nelle fasi finali entra in pista la Safety car per un contatto tra Matsushita e Ferrucci, questo permette a Oliver Rowland di tornare negli scarichi del monegasco e provare a tenere aperto il campionato; infatti, a Leclerc basta finire a punti davanti a Rowland per vincere matematicamente il titolo di Formula 2. Leclerc resiste agli attacchi del pilota della DAMS e si porta a casa il titolo con tre gare di anticipo. In gara 2 parte 8º, per l'elevato degrado delle gomme lui e il compagno di squadra Antonio Fuoco sono costretti a entrare ai box, Leclerc riesce a recuperare fino alla 4ª posizione ma sempre per l'elevato degrado, nell'ultimo giro, viene superato prima da Luca Ghiotto e poi dal compagno per poi essere beffato sul traguardo da Nyck de Vries. Finisce la gara in 7ª posizione. Nella gara successiva, ad Abu Dhabi, si qualifica soltanto sesto terminando la gara in seconda posizione dopo la squalifica di Oliver Rowland e Antonio Fuoco. In gara 2 parte quindi settimo. Dopo una grande rimonta coronata da un sorpasso magistrale all'ultimo giro, si aggiudica la sua settima gara della stagione eguagliando il record di vittorie in una stagione di Stoffel Vandoorne.
Conclude il campionato in prima posizione con 282 punti.

### Formula 1

#### I primi test (2016-2017)

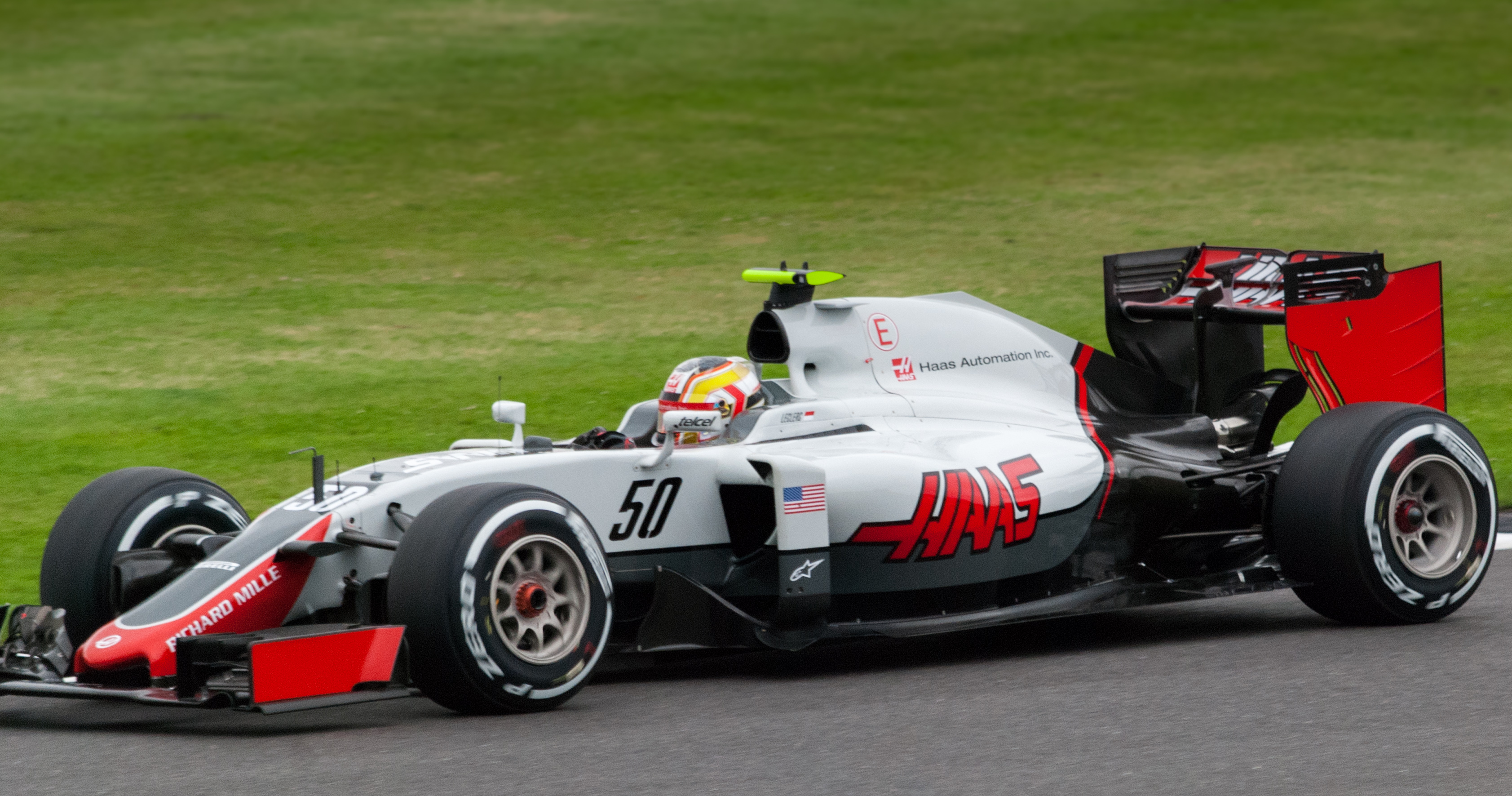
Leclerc collaudatore della nel 2016.

Nel marzo 2016, Ferrari annunciò che Leclerc sarebbe stato uno dei due nuovi piloti inseriti nella Ferrari Driver Academy (di cui anche Bianchi faceva parte) e che sarebbe diventato collaudatore di Haas e della stessa Ferrari. Proprio nelle vesti di collaudatore, partecipa alla prima sessione di prove libere del Gran Premio di Gran Bretagna dello stesso anno guidando la monoposto della squadra statunitense. Il 9 maggio 2016 prova la Ferrari F14 T sul circuito di Fiorano: compie 300 chilometri, necessari per l'ottenimento della Superlicenza FIA.
Ad agosto del 2017, Leclerc esegue la prima giornata di test a Budapest a bordo della SF70H con la Scuderia Ferrari ottenendo il miglior tempo di giornata. Sempre nello stesso mese guida ancora una volta per la Ferrari nei test Pirelli 2018.

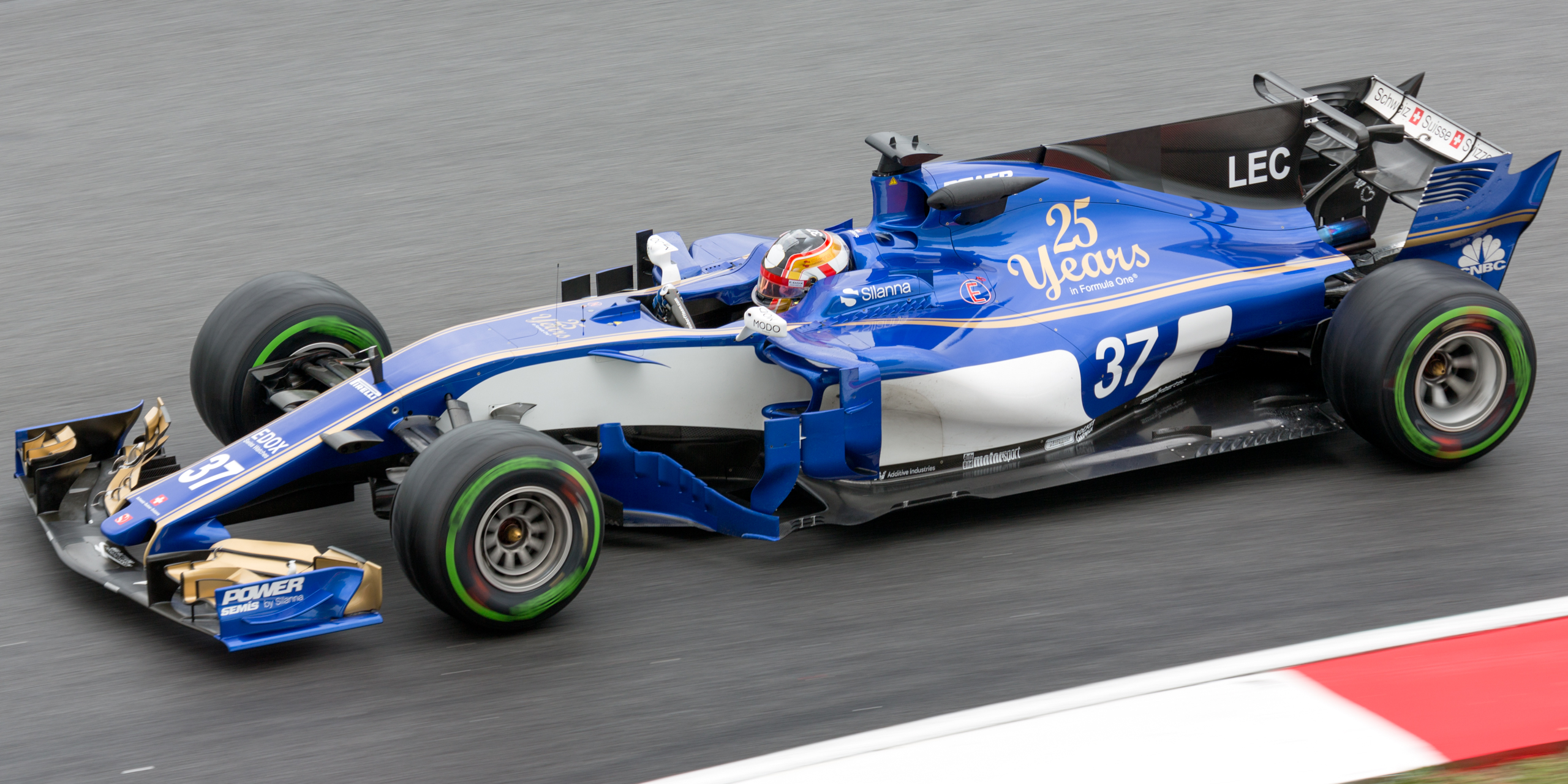
Leclerc tester per la nel 2017.

Il 22 settembre 2017 viene ufficializzata la sua partecipazione a 4 sessioni di prove libere del campionato 2017 con la Sauber. Sette giorni dopo svolge la prima sessione di prove sotto la pioggia, nel circuito di Sepang, con il team elvetico e finisce la sessione in 16ª posizione, mettendosi alle spalle il compagno Pascal Wehrlein.

#### Sauber (2018)

##### 2018
Il 29 novembre partecipa al secondo giorno di test nel circuito di Yas Marina a bordo della monoposto della scuderia elvetica, per ricavare dati sulle mescole Pirelli che saranno in uso nella stagione 2018. Il 2 dicembre dello stesso anno viene ufficializzato come uno dei due piloti titolari del team Sauber per il Campionato di F1 2018, accanto a Marcus Ericsson che viene riconfermato.

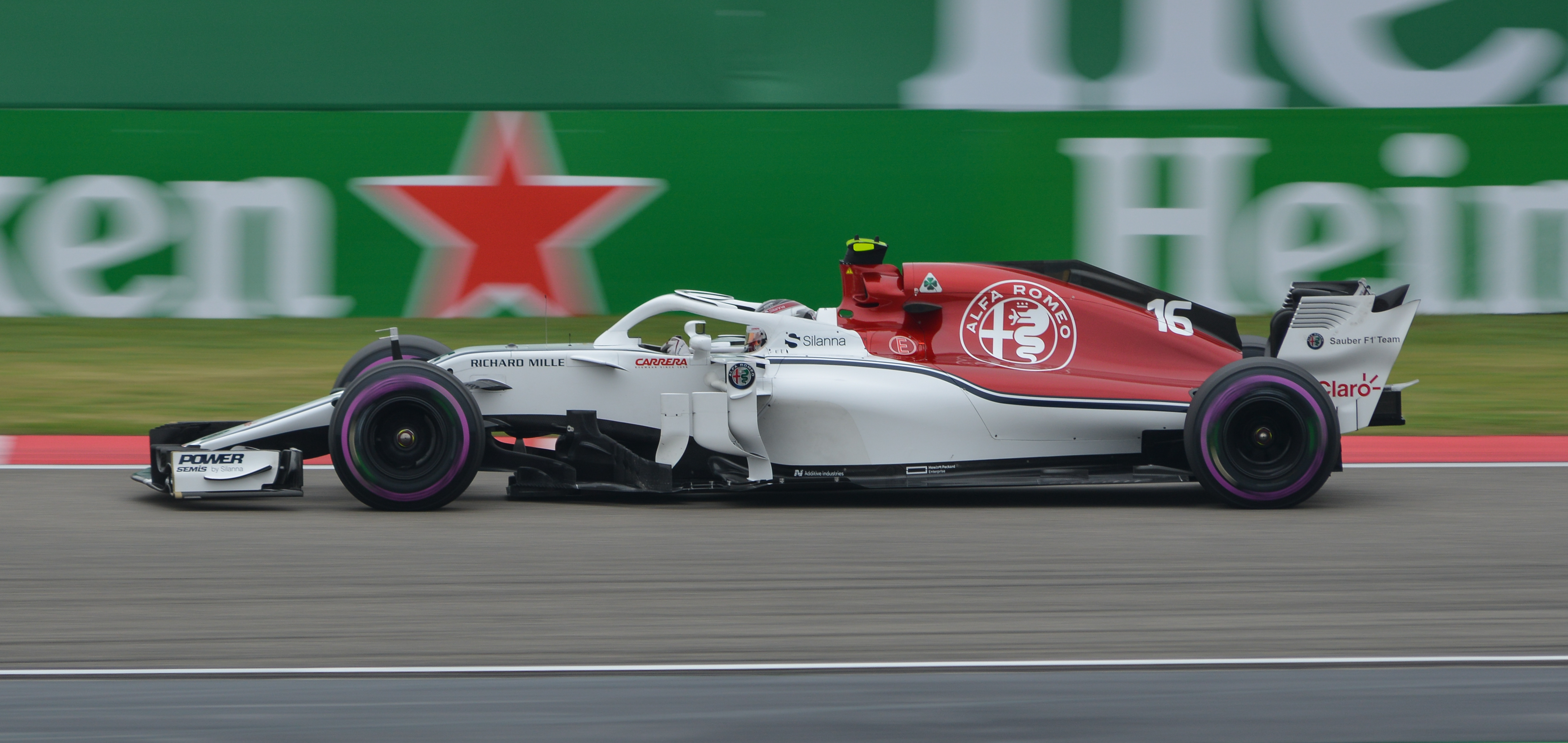
Leclerc a bordo della Sauber C37 nelle prove libere del Gran Premio di Cina 2018.

Nella prima gara stagionale ottiene un 18º posto in qualifica e un 13º in gara, a 20 secondi dalla zona punti. Dopo alcuni weekend di gara difficili, in cui non riesce a mettersi particolarmente in luce, nel Gran Premio d'Azerbaigian 2018 conquista i suoi primi punti grazie a un brillante sesto posto, che gli vale 8 punti in campionato. Nelle gare successive, con l'eccezione del Gran Premio di Monaco, ottiene diversi piazzamenti in zona punti; nel Gran Premio d'Austria, in particolare, si piazza 9º con Ericsson 10º, ottenendo un doppio piazzamento a punti per la Sauber, cosa che non succedeva dal Gran Premio di Cina 2015.
Nella gara successiva, a Silverstone, è costretto al ritiro per una gomma mal fissata al pit stop mentre era ottavo. In Germania, dopo una buona qualifica, termina nelle retrovie, messo in difficoltà dalle condizioni meteo miste. Nel Gran Premio d'Ungheria è costretto al ritiro per un contatto avvenuto durante il primo giro. Si ritira nuovamente nel Gran Premio del Belgio, in cui rimane coinvolto in un incidente alla prima curva, e arriva undicesimo nel Gran Premio d'Italia a Monza.

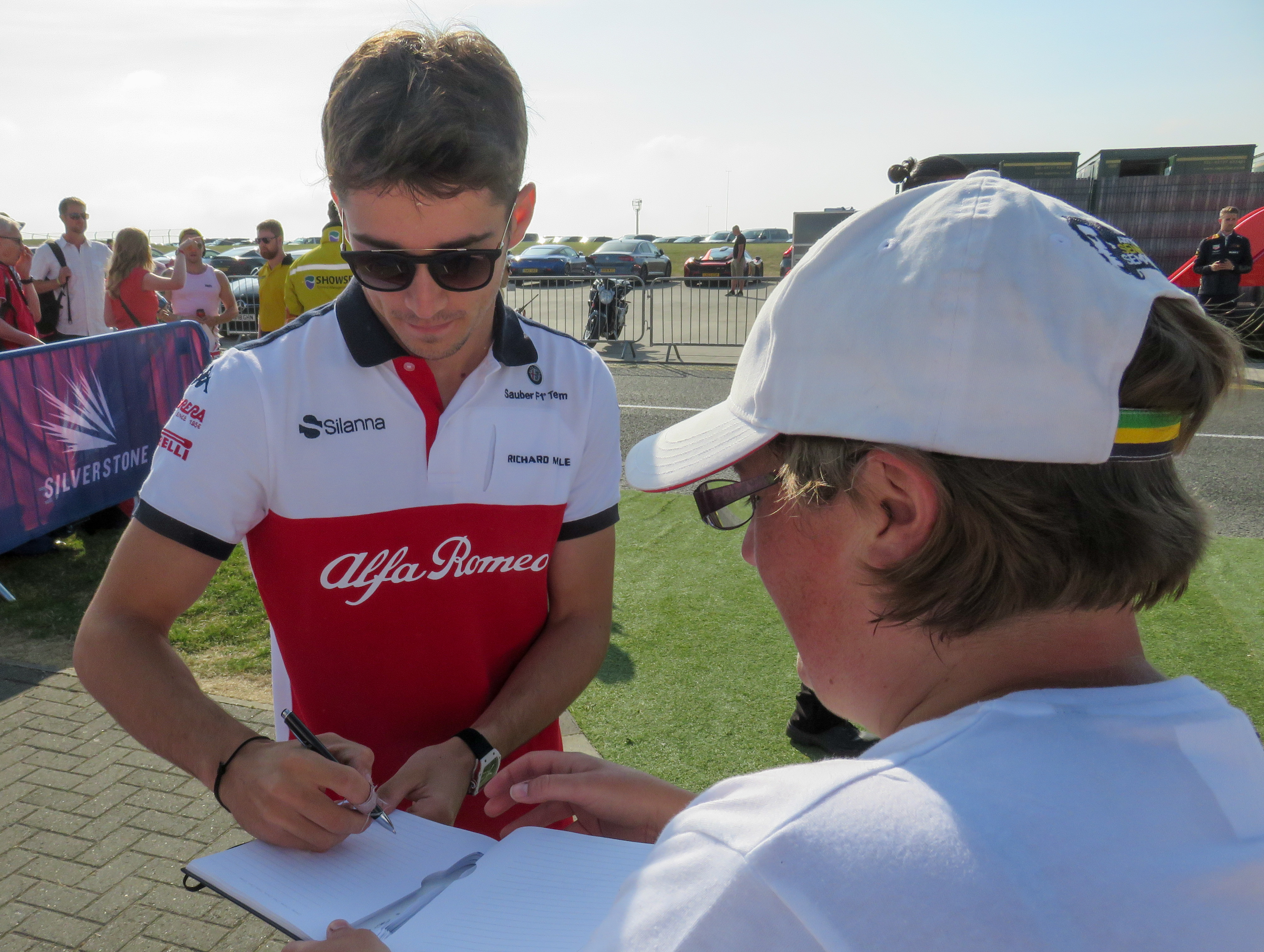
Leclerc firma autografi nel fine settimana di Silverstone.

Nelle gare successive ottiene due piazzamenti a punti consecutivi: il nono posto al Gran Premio di Singapore e il settimo al Gran Premio di Russia, arrivando al traguardo dietro ai piloti dei tre top team. Nei due Gran Premi successivi, in Giappone e Stati Uniti, si ritira rispettivamente per un testacoda e per i danni subiti a seguito di un incidente con Grosjean, mentre nel Gran Premio del Messico e nel Gran Premio del Brasile giunge settimo al traguardo, permettendo alla Sauber di sorpassare la Toro Rosso e portarsi all'ottavo posto della classifica costruttori. Conclude la stagione 13º con 39 punti, venendo votato quale rookie dell'anno.

#### Ferrari (2019-presente)

##### 2019
L'11 settembre 2018 la Scuderia Ferrari annuncia che il pilota monegasco, a partire dalla stagione successiva, avrebbe sostituito Kimi Räikkönen, affiancando Sebastian Vettel. Leclerc scende in pista per la prima volta con la sua nuova monoposto, la SF90, nella seconda giornata dei test prestagionali di Barcellona, facendo segnare il primo tempo in classifica giornaliera.

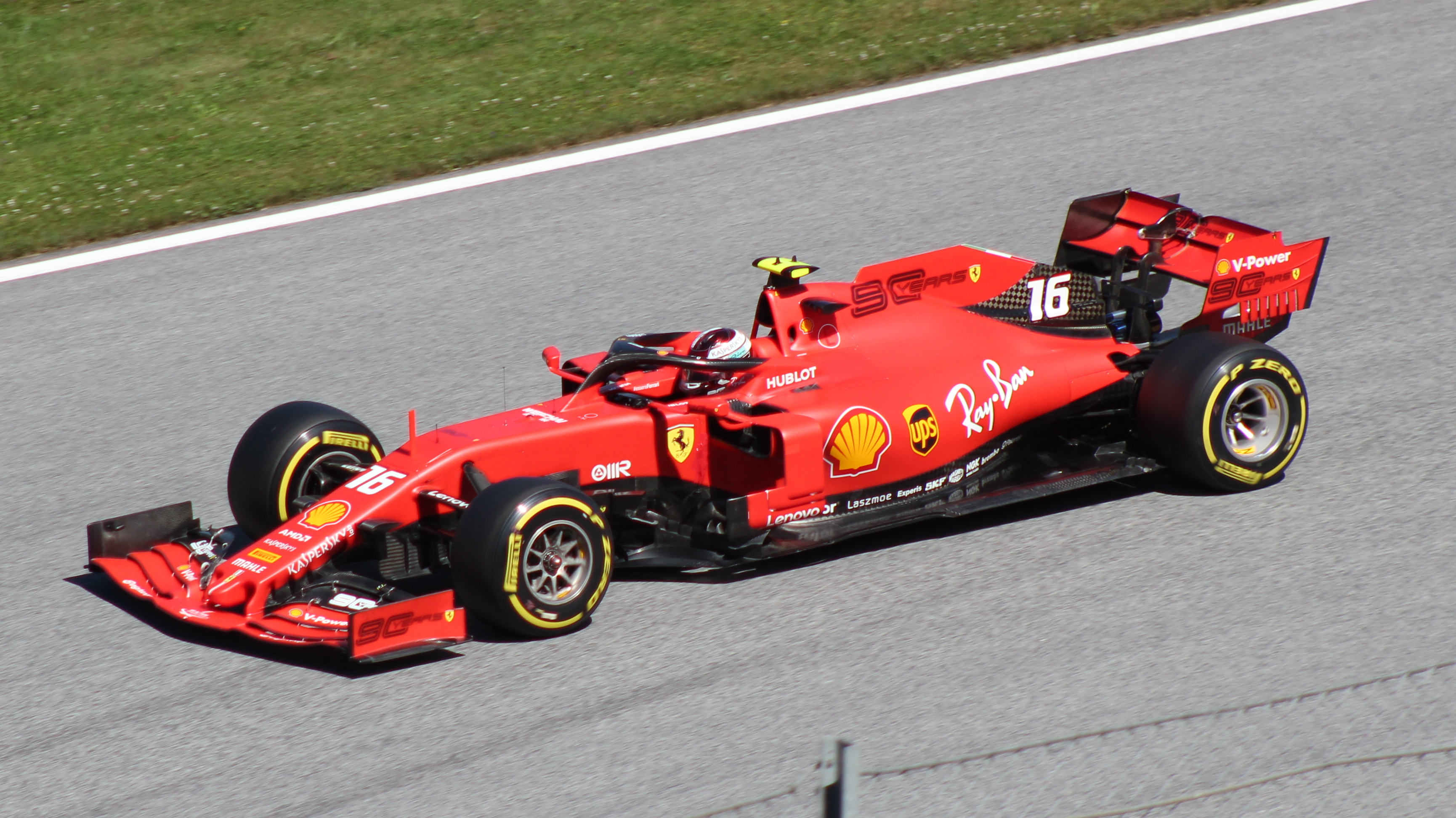
Leclerc, alla stagione di debutto in, durante il Gran Premio d'Austria 2019.

Nella prima gara stagionale, in Australia, conclude al quinto posto. Nella gara successiva, in Bahrein, diventa il più giovane pilota Ferrari e il secondo nella storia della Formula 1 — dopo il compagno di scuderia Vettel — a conquistare una pole position, all'età di 21 anni e 165 giorni; il giorno dopo coglie anche il suo primo podio e giro veloce in Formula 1, concludendo al terzo posto una gara che il monegasco conduce per la maggior parte, salvo poi cedere i due gradini più alti a Lewis Hamilton e Valtteri Bottas a causa di un problema al motore.
Dopo una serie di piazzamenti non eccelsi, in Canada ottiene il secondo podio in carriera, piazzandosi terzo alle spalle di Hamilton e Vettel. Stesso piazzamento viene replicato nel Gran Premio di Francia. In Austria conquista la sua seconda pole position in carriera, facendo segnare anche il record del tracciato: chiude la gara in seconda posizione, dopo averla condotta per larga parte, cedendo solo nel finale a Max Verstappen. Va ancora a podio in Gran Bretagna, dove conquista il gradino più basso sfruttando anche un incidente tra Vettel e Verstappen, in un Gran Premio passato per la maggior parte a lottare duramente con il rivale olandese.

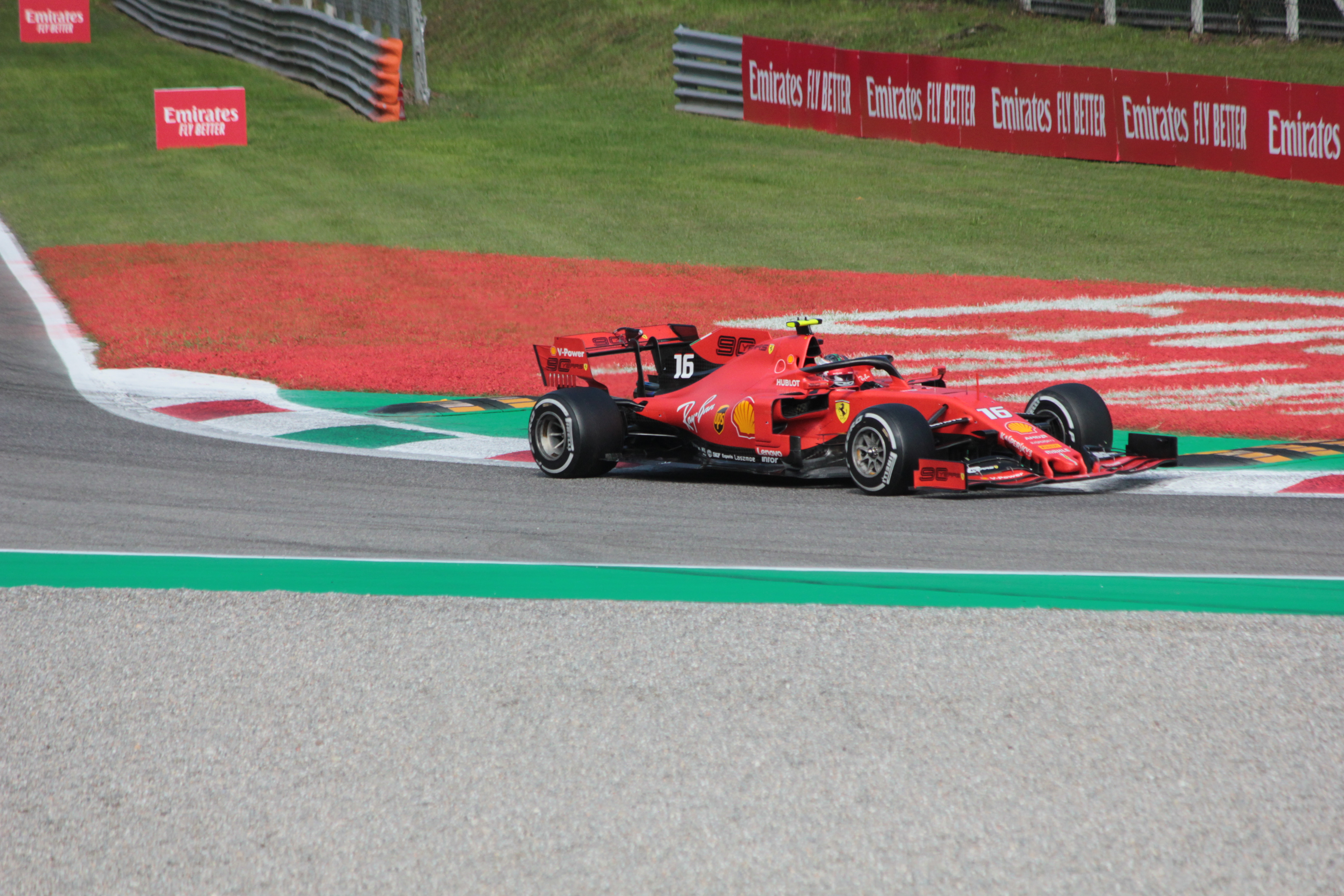
Leclerc affronta la Variante Ascari di Monza con la sua Ferrari SF90 nel vittorioso Gran Premio d'Italia.

Dopo un ritiro all'Hockenheimring sotto il diluvio, e un piazzamento a punti all'Hungaroring, in Belgio ottiene la pole position e, soprattutto, la sua prima vittoria in Formula 1, che dedica ad Anthoine Hubert, morto il giorno prima. Questo primo posto rappresenta il primo assoluto per un monegasco nel circus oltreché il primo della stagione per la Ferrari; con tale affermazione, a 21 anni, 10 mesi e 16 giorni diventa il più giovane pilota a vincere un Gran Premio con il Cavallino, battendo dopo 51 anni il precedente record di Jacky Ickx. La settimana dopo si ripete in Italia, davanti al pubblico di casa della scuderia, dove fa registrare ancora pole e vittoria, riportando la Ferrari a trionfare a Monza a nove anni dalla precedente affermazione di Fernando Alonso. Conquista la pole position anche nei due successivi Gran Premi di Singapore e Russia, poi entrambi conclusi a podio: nell'occasione eguaglia Michael Schumacher come unici piloti di Maranello capaci di ottenere quattro pole consecutive. Dopo tre gare fuori dal podio e un ritiro in Brasile per un contatto con il compagno Vettel, Leclerc torna sul podio nel conclusivo appuntamento di Abu Dhabi con la terza posizione: conclude la sua prima annata in Ferrari al 4º posto con 264 punti e la conquista del Trofeo Pole FIA.

##### 2020
Posticipata all'estate a causa della pandemia di COVID-19, la stagione di Leclerc si apre con un secondo posto al Gran Premio d'Austria, ottenuto grazie a una penalità di cinque secondi inflitta a Lewis Hamilton e a una serie di sorpassi effettuati sul finale di gara. In una gara condizionata da numerosi ritiri, appaiono subito evidenti i limiti della nuova monoposto, la SF1000, la cui realizzazione è stata condizionata dalle investigazioni e dalla dichiarata irregolarità della power unit adoperata dalle vetture della scuderia fino alla stagione precedente.

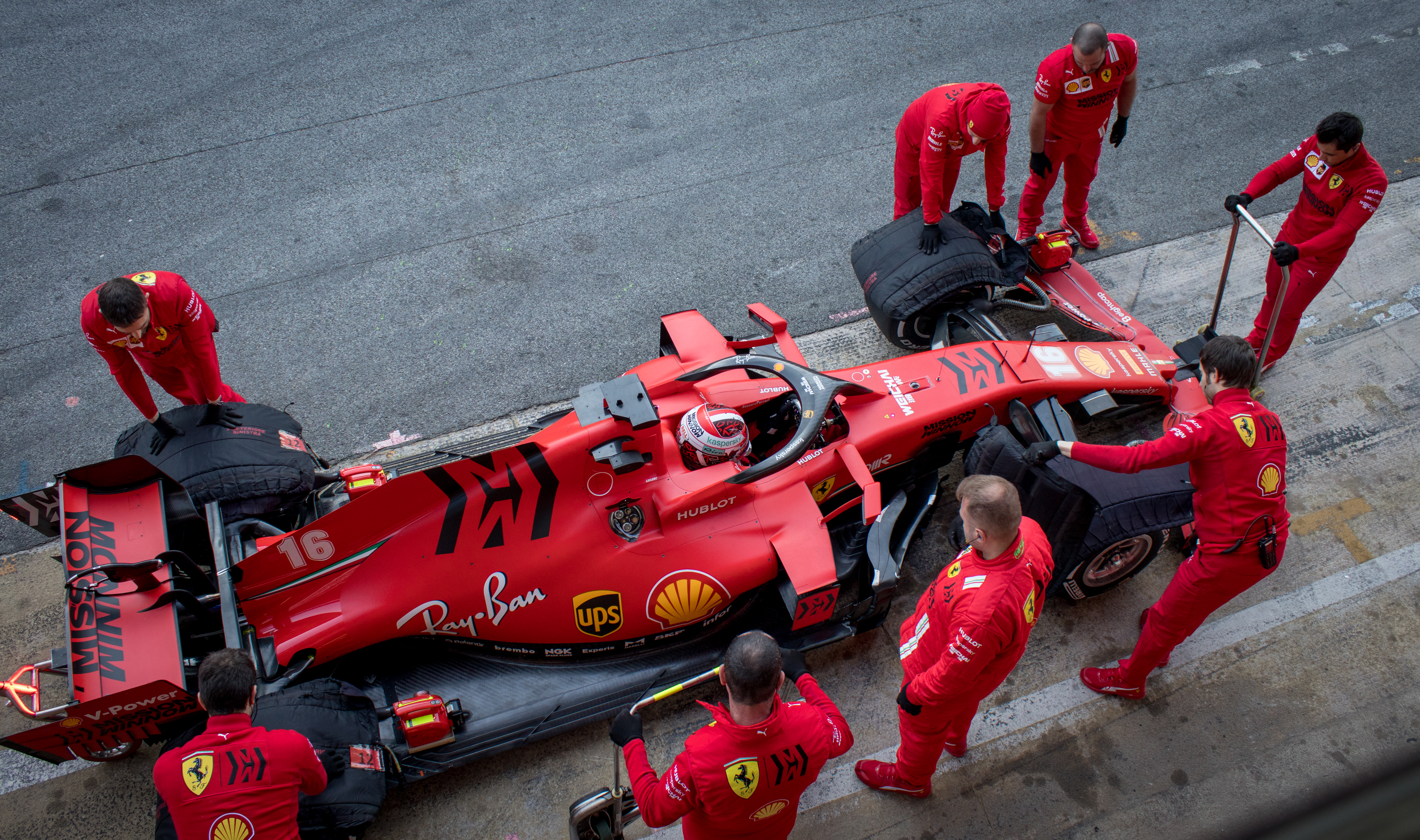
Leclerc nella pit lane di Barcellona, a bordo della Ferrari SF1000, durante i test prestagionali del febbraio 2020.

Fanno infatti seguito due prestazioni deludenti, rispettivamente al Gran Premio di Stiria (nel quale il pilota monegasco è costretto al ritiro dopo una collisione con il compagno Vettel) e a quello di Ungheria (nel quale Leclerc conclude la gara undicesimo, fuori dalla zona punti). Al quarto appuntamento, a Silverstone, Leclerc torna tuttavia sul podio, conquistando un terzo posto frutto di un problema di Bottas alle gomme nel penultimo giro di gara. Segue poi un buon quarto posto al Gran Premio del 70º Anniversario. In Spagna è costretto al ritiro a causa di un guasto meccanico alla sua monoposto. Nel settimo appuntamento, in Belgio non va oltre la quattordicesima piazza, anche a causa delle difficoltà riscontrate dalla sua SF1000 nella pista belga. Nella domenica seguente, a Monza, conclude la gara al ventiquattresimo giro dopo uno spaventoso incidente alla Parabolica, da cui esce illeso.
Il 13 settembre si svolge il Gran Premio numero 1000 in casa Ferrari, al Gran Premio della Toscana: dopo una gara complicata, Leclerc chiude in ottava posizione. In Russia Leclerc fa una buona gara che conclude in sesta posizione, mentre nel Gran Premio dell'Eifel finisce settimo. In Portogallo invece Leclerc chiude quarto, combattendo per il terzo posto che però verrà conquistato da Verstappen. A Imola un ottimo finale di Daniil Kvjat fa chiudere Charles quinto mentre in Turchia, quando ormai aveva conquistato il secondo posto, commette un errore all'ultima curva e finisce la gara in quarta posizione.

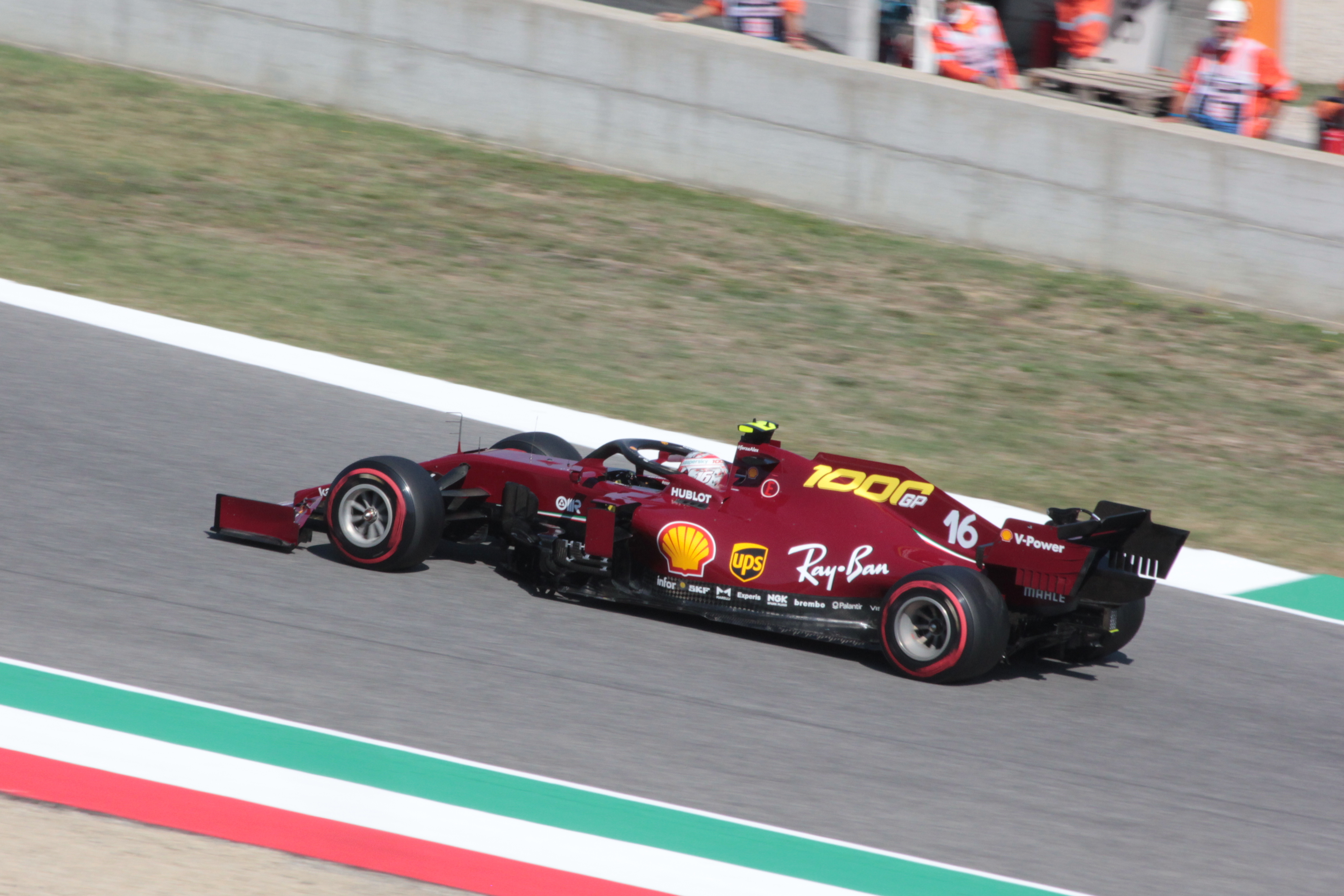
Leclerc affronta la seconda Arrabbiata del Mugello durante il Gran Premio della Toscana.

Nel successivo Gran Premio del Bahrein Leclerc chiude in decima posizione. Nel Gran Premio di Sakhir, alla quarta curva impatta contro la macchina del messicano Sergio Pérez. Il monegasco esce fuori pista, accompagnato da Verstappen: entrambi sono costretti al ritiro, concludendo la gara al primo giro. Al Gran Premio di Abu Dhabi, nell'ultima gara della stagione, taglia il traguardo fuori dai punti, in tredicesima posizione. Con questo risultato conclude il suo campionato in ottava posizione nella classifica piloti.

##### 2021
Confermato in Ferrari, Leclerc accoglie ora come compagno di scuderia lo spagnolo Carlos Sainz Jr. La nuova SF21 si rivela più performante della precedente monoposto, e il monegasco raccoglie buoni piazzamenti nei primi appuntamenti stagionali, tra cui si segnalano i quarti posti al Gran Premio dell'Emilia-Romagna e al Gran Premio di Spagna, nei quali appuntamenti si ritrova anche in zona podio, cedendo però il passo rispettivamente a Lando Norris e Valtteri Bottas nel corso delle gare.

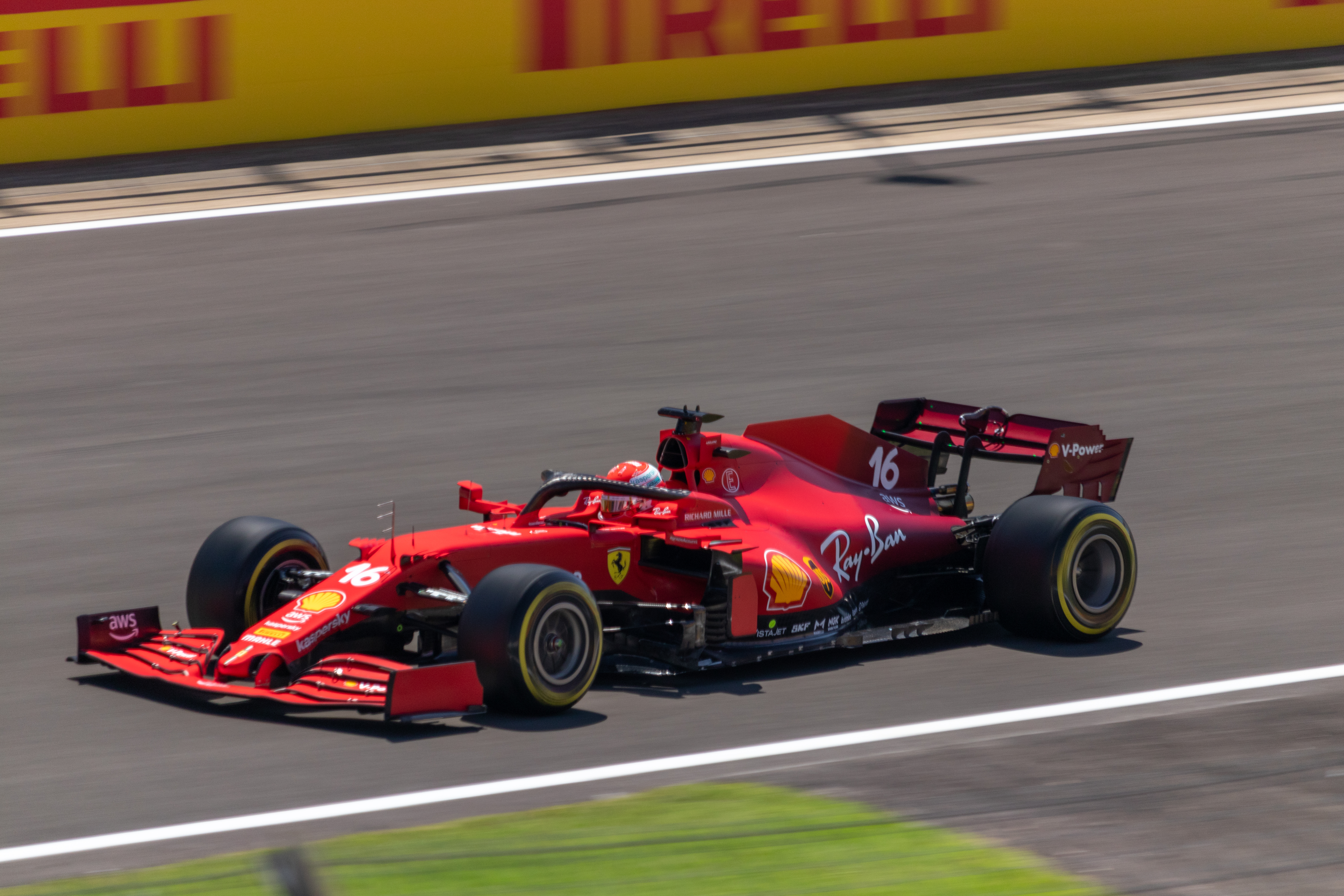
Leclerc sulla Ferrari SF21 nel fine settimana del Gran Premio di Gran Bretagna 2021, in cui otterrà il suo unico podio stagionale.

Al Gran Premio di Monaco Leclerc si distingue tra i piloti più in forma: il monegasco conquista infatti una pole position provvisoria sul finire dell'ultimo segmento della sessione di qualifiche; questa diventa definitiva a seguito di un incidente dello stesso Leclerc, il quale, nel tentativo di migliorare il proprio tempo, finisce contro le barriere, provocando una bandiera rossa che conclude anticipatamente la sessione. Tuttavia, durante i giri di riscaldamento nel giorno di gara, sul semiasse sinistro della vettura di Leclerc si manifestano i danni dovuti all'incidente in qualifica, che costringono infine al ritiro della monoposto prima della stessa partenza. Al successivo Gran Premio d'Azerbaigian Leclerc conquista nuovamente la pole position, ma termina la gara in quarta posizione.
Problematiche sono le due gare in Austria, che per Leclerc risultano condizionate dagli impedimenti prima di Pierre Gasly, poi di Sergio Pérez. Nel Gran Premio di Gran Bretagna il monegasco capitalizza le conseguenze dell'incidente di gara tra Lewis Hamilton e Max Verstappen, conducendo in prima posizione la gara per diversi giri, venendo però raggiunto al terzultimo giro dal rivale britannico: il secondo posto così rimediato rimarrà per Leclerc l'unico podio stagionale. Nuovamente sfortunate sono le gare in Ungheria, da cui Leclerc si ritira al primo giro per una collisione subita da Lance Stroll, e nel tribolato Gran Premio del Belgio.

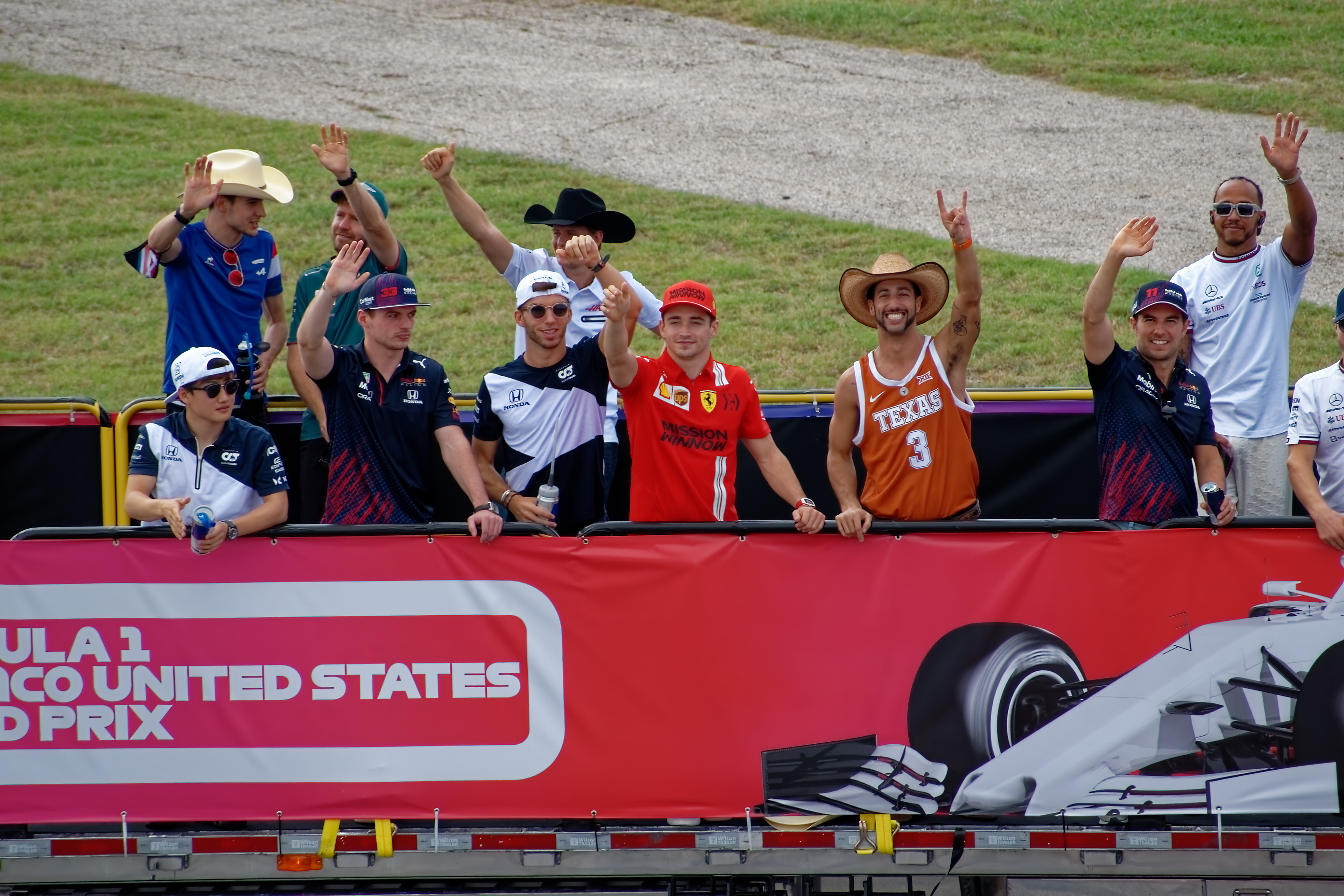
Da sinistra, in primo piano: Tsunoda, Verstappen, Gasly, Leclerc, Ricciardo, Pérez e Hamilton durante la parata pregara di Austin.

Riscattatosi in Olanda (quinto posto) e in Italia (quarto posto), al Gran Premio di Russia si distingue per una rimonta dal diciannovesimo posto fino alla zona podio, sciupando però il tutto sul finale di gara a causa di una tardiva previsione dell'arrivo della pioggia, che condanna il monegasco fuori dalla zona punti. Le sue solide prestazioni nei quattro Gran Premi successivi, in cui conclude sempre al di sopra del compagno Sainz Jr., consentono però l'allungo, sia in classifica piloti sia costruttori, sui rivali della McLaren. Al Gran Premio del Qatar Leclerc, reduce da una rottura del telaio della propria monoposto durante le qualifiche che lo aveva condannato a partire dalla tredicesima posizione, compie una rimonta fino all'ottavo posto. Difficili sono gli ultimi due appuntamenti a Jeddah e Abu Dhabi, in cui Leclerc riesce comunque a piazzarsi in zona punti.
La stagione si chiude per Leclerc al settimo posto nella classifica piloti con 159 punti; per la prima volta, tuttavia, viene battuto in classifica dal proprio compagno di scuderia, che termina 5º.

##### 2022

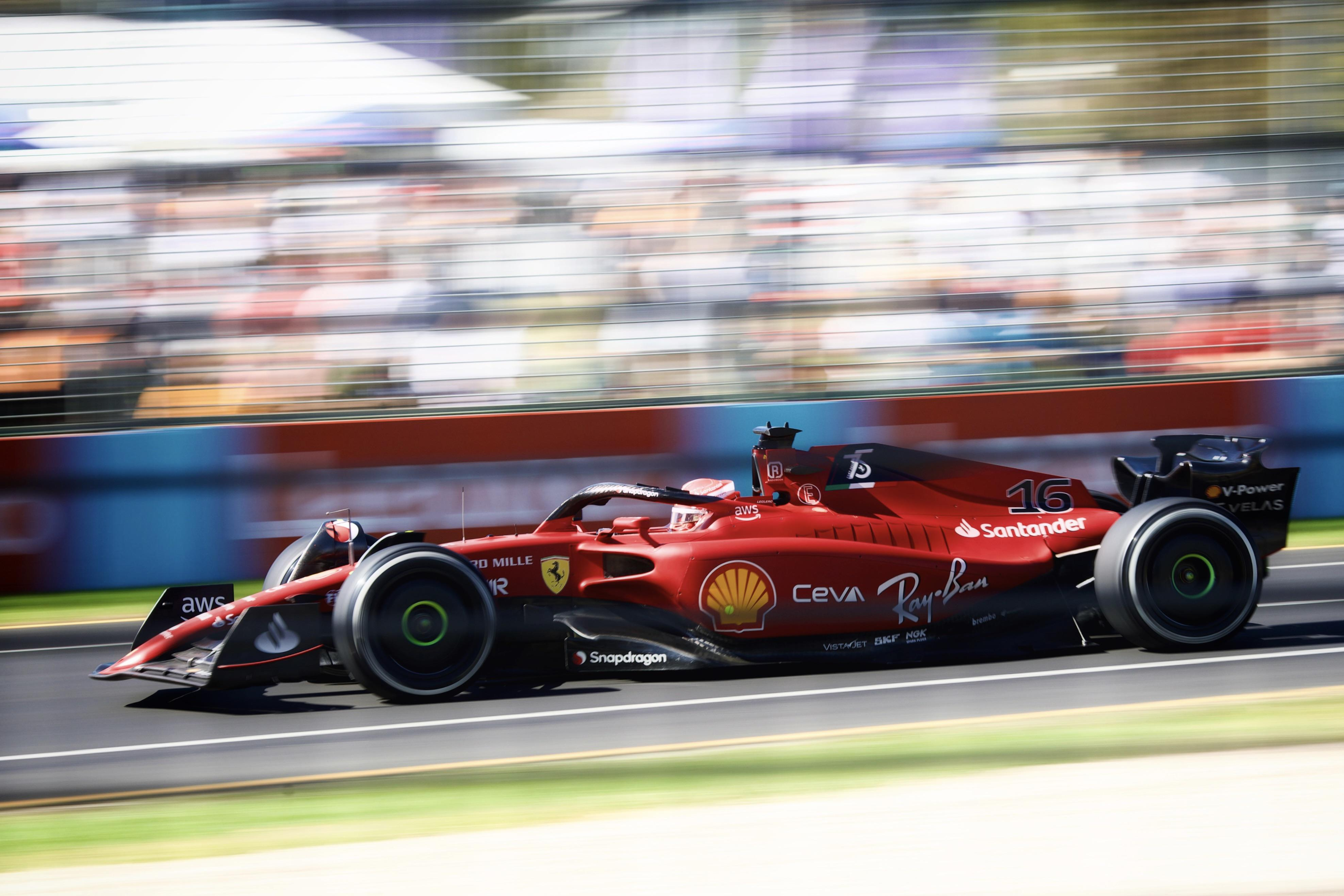
Leclerc al volante della Ferrari F1-75 nel fine settimana del Gran Premio d'Australia 2022, in cui conseguirà il primo Grand Chelem della carriera.

Grazie alla competitività della nuova Ferrari, capitanata dal team principal Mattia Binotto, la quarta annata del monegasco in rosso comincia con una vittoriosa prestazione al Gran Premio del Bahrein, in cui Leclerc fa segnare il suo primo hat-trick (pole position, giro veloce e vittoria) in Formula 1. Al successivo appuntamento di stagione, in Arabia Saudita, il monegasco termina in seconda posizione, dopo un combattuto duello per la vittoria contro Max Verstappen, durato fino agli ultimi giri di gara. È nuovamente protagonista al Gran Premio d'Australia, dove conquista il suo primo grand chelem di categoria (pole, vittoria, giro veloce e gara in testa dal primo all'ultimo giro). Più difficile si dimostra il Gran Premio dell'Emilia-Romagna dove il monegasco, mentre era terzo, commette un errore salendo sul cordolo alla variante bassa e colpendo il muro, chiudendo così in sesta posizione. Leclerc conquista la pole position nei due Gran premi successivi, ma in entrambi casi non ritorna alla vittoria, finisce secondo a Miami e si ritira a Barcellona, dopo aver comandato la gara dall'inizio fino al sopraggiungere dei problemi di affidabilità. Nel gran premio di casa, a Monaco, conquista nuovamente la pole, costruendo insieme al compagno di squadra una prima fila tutta Ferrari. In gara però, a causa della pioggia e di una strategia errata da parte della Scuderia, che richiama ai box entrambi i piloti contemporaneamente, viene sopravanzato dal compagno di squadra e dai piloti Red Bull chiudendo in una deludente quarta posizione. A Baku centra la quarta pole position consecutiva, è però costretto al ritiro dopo 21 giri per un guasto alla power unit mentre si trovava in prima posizione. In Canada Leclerc parte dalla 19ª posizione a causa di una penalità, rimontando fino al quinto posto finale.

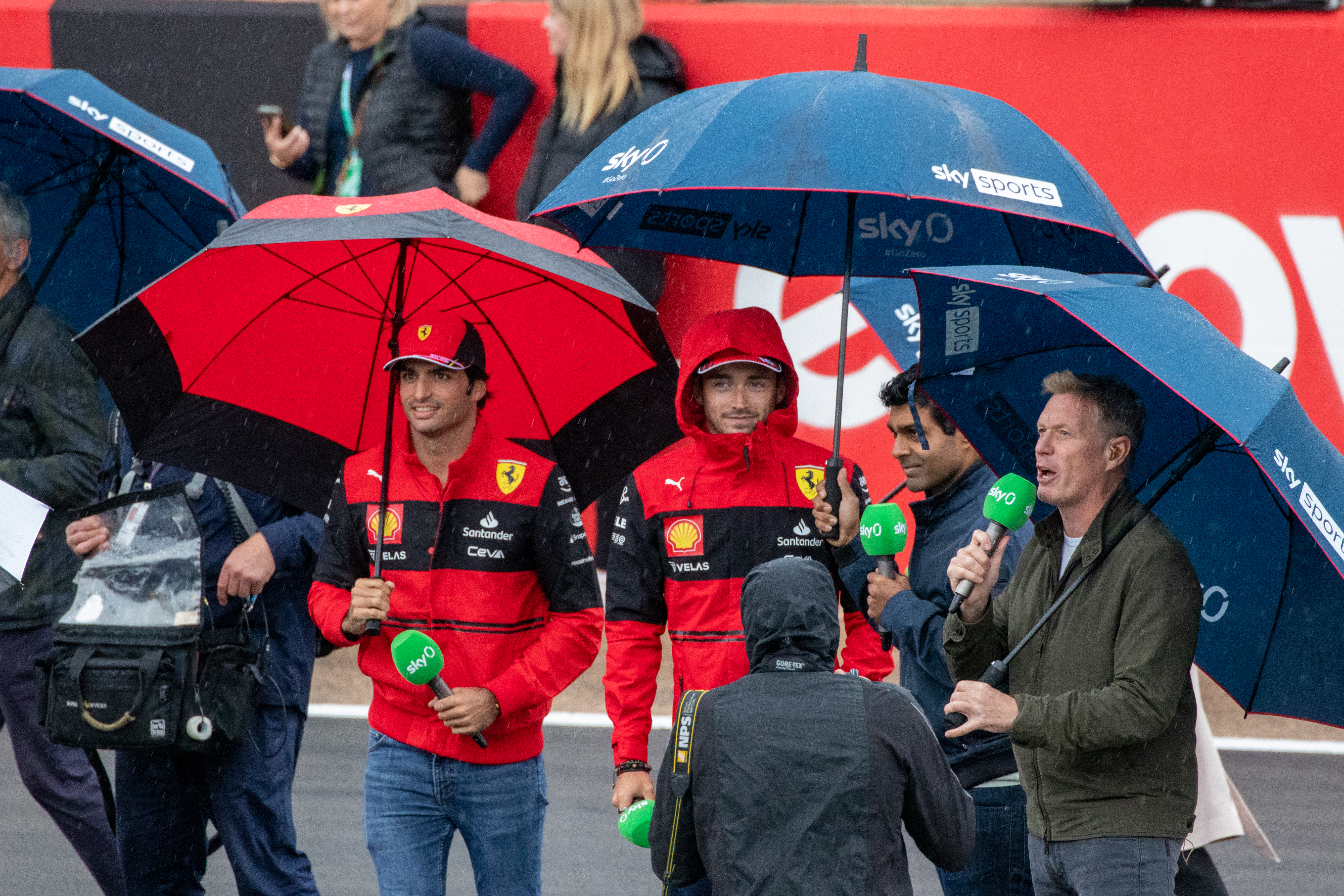
Leclerc e il compagno di squadra Carlos Sainz Jr. intervistati durante il fine settimana di Silverstone.

A Silverstone parte in terza posizione, dopo un contatto al via con Pérez danneggia la paratia laterale dell'alettone anteriore, tuttavia continua la gara e risulta essere il pilota più veloce in pista. Lanciato verso la vittoria, a pochi giri dalla fine l'ingresso della safety car causa un errore strategico del muretto box della Scuderia Ferrari che gli fa perdere la gara, arrivando in quarta posizione. Ritorna a vincere, dopo 8 gare, in Austria partendo secondo dietro Max Verstappen, dai risultati della qualifica e della Sprint. Questa segna la prima vittoria della scuderia italiana nel circuito di casa Red Bull da 19 anni, l’ultima nel 2003 con il campione del mondo Michael Schumacher. Alla gara successiva in Francia dopo essere stato in testa per diversi giri perde il controllo della sua Ferrari alla curva Beausset, andando a sbattere contro le barriere ed è costretto al ritiro. All'Hungaroring per colpa dell’ennesimo errore di strategia da parte del muretto Ferrari finisce al sesto posto. Dopo un altro sesto posto a Spa, torna sul podio in Olanda, classificandosi terzo per un errore di strategia della Mercedes. Al Gran Premio d'Italia, Leclerc parte dalla pole e finisce al secondo posto, penalizzato prima da una Virtual Safety Car terminata proprio mentre si trova ai box, facendogli perdere il vantaggio di effettuare il pit stop in regime di Virtual Safety Car, e successivamente dalla conclusione della gara sotto regime di Safety Car, dopo che a 8 giri dalla fine Ricciardo è costretto al ritiro; la gara non verrà più ripresa, impedendo eventuali stravolgimenti di classifica nei giri finali. 

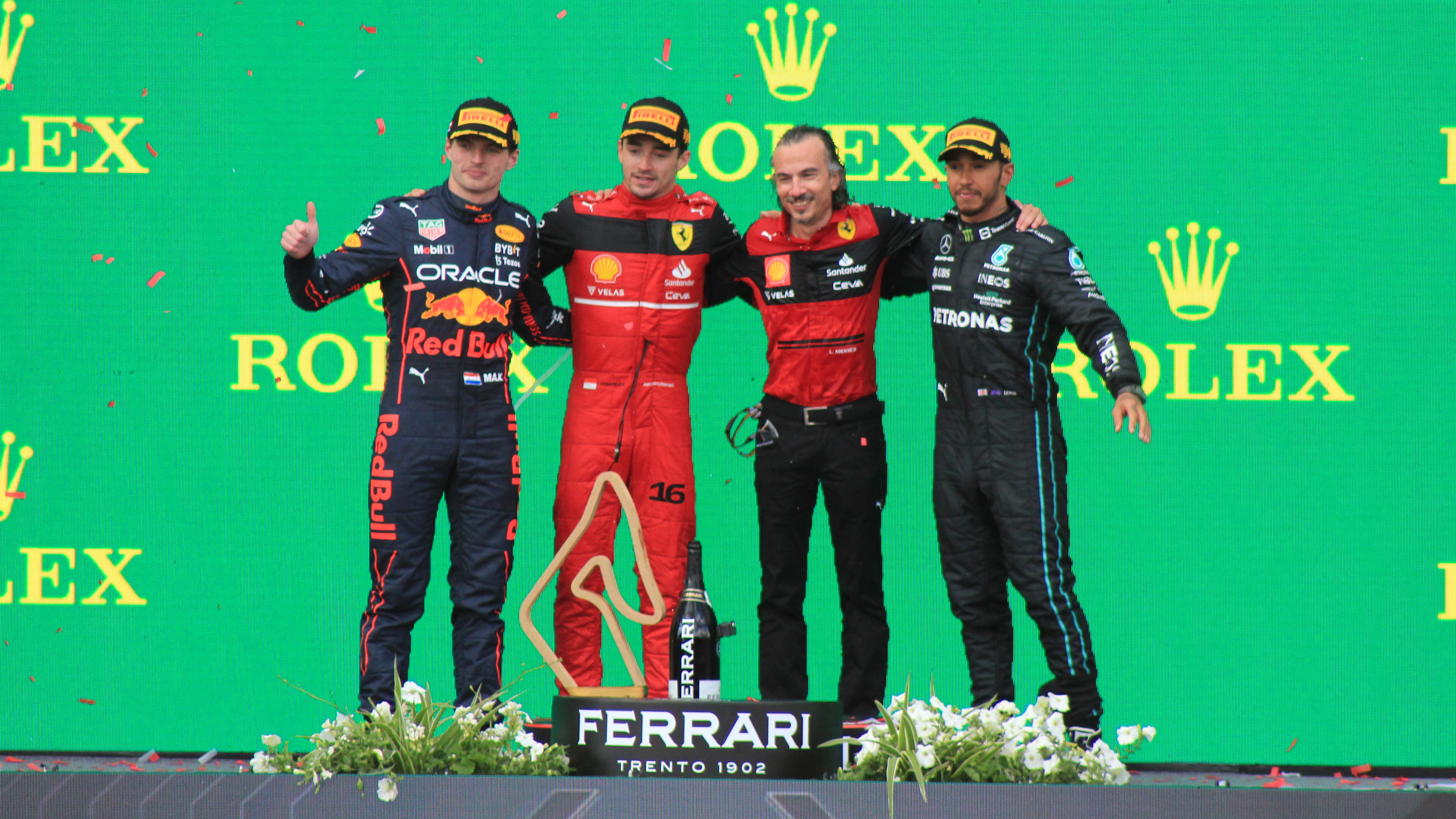
Leclerc (secondo da sinistra) condivide il podio con Verstappen, il diesse ferrarista Mekies e Hamilton a Spielberg, nella sua terza e ultima vittoria stagionale.

Terminate le tappe europee, sul tracciato di Singapore coglie la nona pole position della stagione (la 18ª in carriera) ma, per via di una partenza non perfetta in condizioni bagnate, è sopravanzato da Sergio Pérez che, nonostante una penalità di 5 secondi per un'infrazione sotto il regime di Safety Car, trionfa, lasciando a Leclerc il secondo posto per la seconda gara consecutiva. In Giappone il monegasco, per evitare l'ipoteca del 2º titolo mondiale di Max Verstappen, deve evitare che gli guadagni più di 8 punti. Nonostante un'ottima qualifica chiusa in seconda posizione, la gara si rivela ancora bagnata, nella quale l'olandese riuscirà nell'impresa grazie alla penalità di 5 secondi inflitta al ferrarista per un taglio alla chicane per evitare il sorpasso dell'altra vettura austriaca di Perez, che convertirà la sua piazza d'onore in un 3º posto. Nel Gran Premio degli Stati Uniti Leclerc rimonta dal 12º posto al gradino più basso del podio. In Messico arriva sesto dopo una gara deludente, mentre a San Paolo riesce a rimontare fino alla quarta posizione dopo un contatto con Norris nei primi giri. Nel Gran Premio di Abu Dhabi conclude secondo davanti a Perez, finendo così secondo nella classifica del mondiale piloti.

##### 2023
La stagione inizia in modo negativo e sotto le aspettative sia per la Ferrari sia per Leclerc, costretto al ritiro in due delle prime tre gare e solo settimo al traguardo in Arabia Saudita. A Baku Leclerc conquista la pole position sia per la gara principale che per la sprint race; in condizioni di gara la Red Bull si rivela però più competitiva della Ferrari, e Leclerc deve cedere il passo sia a Sergio Pérez che a Max Verstappen, tagliando il traguardo al terzo posto. Nelle gare seguenti Leclerc non riesce a replicare il risultato, chiudendo settimo e sesto i Gran Premi di Miami e Monaco e addirittura fuori dai punti in Spagna.

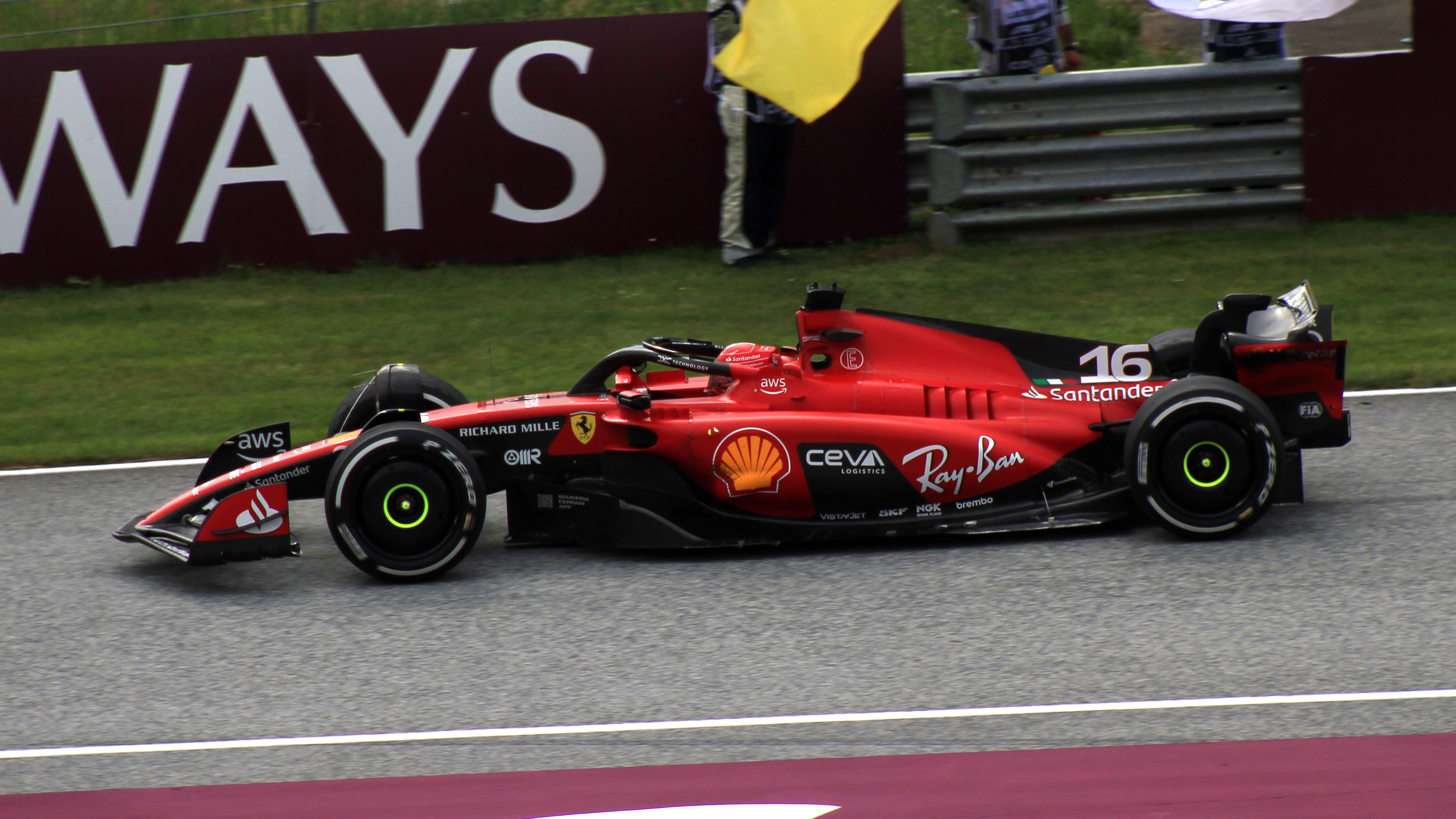
Leclerc nell'abitacolo della Ferrari SF-23 al termine del Gran Premio d'Austria 2023.

Il secondo podio stagionale arriva in Austria, dove Leclerc chiude secondo. In Gran Bretagna conquista il nono posto precedendo di una posizione il compagno di squadra. La Ferrari appare in difficoltà anche in Ungheria, dove il monegasco conclude in settima posizione a causa di una penalità di cinque secondi. In Belgio la musica cambia, e dopo qualche aggiornamento alla vettura, Leclerc conquista la sua ventesima pole position in carriera complice la penalità di Verstappen; in gara però la Red Bull si rivela molto competitiva e veloce, soprattutto nei rettilinei e con il DRS, e deve cedere il passo sia a Max Verstappen che a Pérez. Con questo risultato Charles Leclerc sale in quinta posizione in classifica piloti prima della pausa estiva.
Nel Gran Premio d'Italia il pilota monegasco ottiene la terza posizione in qualifica e la quarta in gara, dopo una combattuta lotta per il podio con il compagno di squadra Carlos Sainz Jr., partito dalla prima piazza. Nel Gran Premio di Singapore si qualifica in terza posizione, portandosi subito secondo in gara dietro al compagno di squadra sacrificandosi però per la sua vittoria, l'unica della stagione per Ferrari, chiudendo in quarta posizione. In Giappone ritrova confidenza e consistenza con la sua vettura ma, ciò nonostante, dovrà accontentarsi della quarta posizione per la terza volta consecutiva, vista l'ottima prestazione delle due McLaren guidate da Lando Norris ed Oscar Piastri. Nella gara successiva in Qatar, chiude la gara in quinta posizione.
Ad Austin taglia il traguardo dei 100 Gran Premi su Ferrari — 6º pilota a raggiungere questo traguardo — tornando in pole position, la terza in stagione per il monegasco. Giunto terzo nella Sprint race, alla domenica chiude la gara in sesta posizione ma, dopo alcuni controlli da parte della FIA alla sua auto, viene tuttavia squalificato a causa di irregolarità al fondo della macchina. A Città del Messico parte ancora in pole position, ma subito dopo la partenza ha uno sfortunato contatto con Pérez e dopo la standing start successiva alla bandiera rossa termina sul gradino più basso del podio. A San Paolo, dopo un giro di qualifica in condizioni incerteriuscendo a conquistare la seconda posizione, non prende parte al Gran Premio dopo essere andato a sbattere nel giro di formazione a causa di un problema all'idraulica del volante della sua vettura. Nelle qualifiche del nuovo circuito di Las Vegas la Ferrari fa 1-2 (con Sainz Jr. penalizzato di 10 posizioni in griglia) con Leclerc che riesce a piazzarsi davanti a tutti, eguagliando Niki Lauda in seconda posizione come pilota Ferrari con maggior numero di pole, dietro solo a Michael Schumacher. In gara, dopo una bella e accesa lotta con i due piloti Red Bull ed una safety car che lo ha penalizzato, taglia il traguardo in seconda posizione dietro a Verstappen sorpassando all'ultimo giro Pérez, con un magnifico sorpasso che verrà votato poi a fine anno come il migliore di tutta la stagione. Infine nella gara conclusiva ad Abu Dhabi Leclerc si qualifica secondo, posizione che gestisce anche in gara chiudendo subito dietro a Verstappen, risultato che gli permette di chiudere la stagione con 206 e superare sia il compagno di squadra che Norris in classifica piloti salendo in quinta posizione.

##### 2024

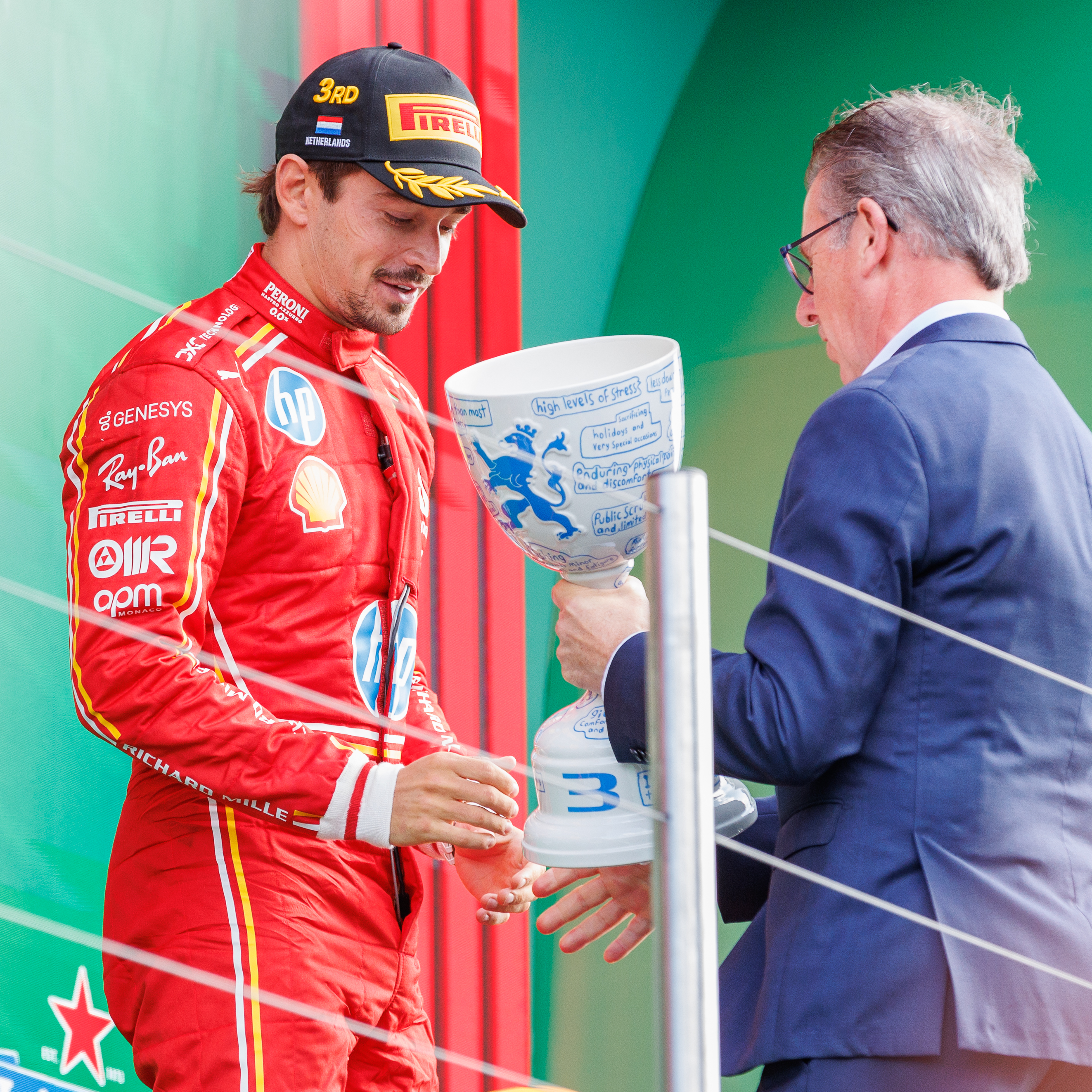
Leclerc premiato sul podio per il terzo posto colto nel Gran Premio d'Olanda 2024.

Leclerc inizia la stagione in Bahrein partendo secondo in griglia, ma a causa di problemi ai freni termina la gara in quarta posizione. Nel Gran Premio d'Arabia Saudita conquista il suo primo podio in stagione arrivando terzo dietro alle Red Bull, ottenendo anche il punto addizionale del giro veloce, all'ultimo giro. Due settimane dopo, in Australia, taglia il traguardo in seconda posizione completando la doppietta Ferrari alle spalle del suo compagno di scuderia Carlos Sainz Jr.. Dopo due quarti posti, ottenuti nei Gran Premi di Giappone e Cina, arriva il suo terzo podio stagionale concludendo la gara di Miami al terzo posto, risultato che riesce a replicare nuovamente nella prima gara stagionale in Italia, ad Imola.
Nel sabato di Montecarlo, ottiene la sua terza pole position in carriera a Monaco, per poi riuscire a cogliere il successo per la prima volta nella sua gara di casa, diventando così il primo pilota monegasco a vincere nella propria nazione. Segue un periodo di calo nei risultati, a partire dal ritiro nel Gran Premio del Canada, con il monegasco che andrà a punti solamente due volte nei successivi quattro appuntamenti, in Spagna ed in Ungheria, mentre terminerà al di fuori della zona punti in Austria (a punti solo nella Sprint) ed in Gran Bretagna. Al Gran Premio del Belgio torna in Pole position grazie alla penalizzazione di Verstappen, il più veloce al sabato, terminando la gara in terza posizione grazie anche alla squalifica di George Russell. Al rientro dalla pausa estiva, termina sul gradino più basso del podio anche il successivo appuntamento in Olanda grazie ad un'ottima strategia del muretto box. La settimana successiva, il 1º settembre, partendo quarto in griglia, riesce a vincere il Gran Premio d'Italia a Monza per la seconda volta in carriera, dopo il 2019, e a riportare così la vittoria in casa Ferrari. Nella gara successiva svoltasi a Baku, conquisterà la terza pole position della stagione, anche se nel corso della gara dovrà cedere la prima posizione a Oscar Piastri, terminando secondo.

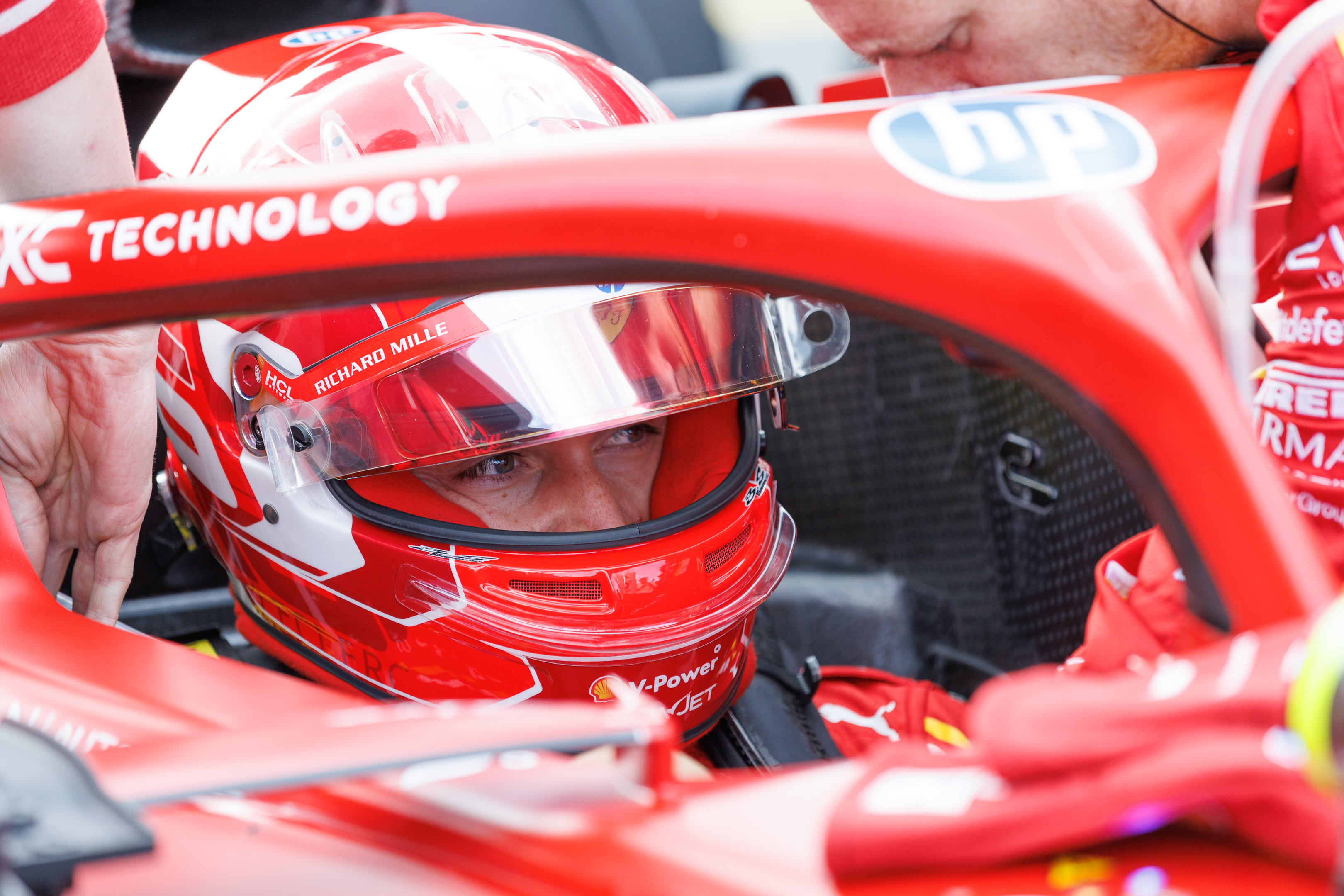
Leclerc nell'abitacolo della Ferrari SF-24 nel fine settimana di Zandvoort

Dopo il quarto posto nella gara Sprint, il 20 ottobre al Gran Premio degli Stati Uniti d'America, parte quarto in gara e alla prima curva riesce a sorpassare tutti gli avversari portandosi in testa ad essa, posizione che non cambierà per il resto del Gran Premio, ottenendo così la sua ottava vittoria con la Ferrari e la seconda doppietta stagionale grazie al secondo posto di Sainz Jr.. Nel successivo Gran Premio di Città del Messico, si qualifica nuovamente in quarta posizione, per poi terminare la gara in terza posizione prendendosi anche il punto del giro veloce, il decimo della carriera, venendo preceduto al traguardo da Norris e dal compagno di squadra Sainz Jr., che porta la seconda vittoria consecutiva alla Ferrari. Nei successivi due appuntamenti chiude a podio la Sprint al Gran Premio di San Paolo, per poi chiudere in quinta posizione ed in quarta posizione a Las Vegas. In Qatar chiude la Sprint in quinta posizione, mentre in gara, aiutato anche dall'uscita della safety car, riesce a tagliare il traguardo in seconda posizione dietro solo a Verstappen, tenendo ancora aperti i giochi nel Mondiale Costruttori.
L'ultimo appuntamento stagionale ad Abu Dhabi si apre con l'ufficialità della partecipazione del fratello Arthur Leclerc nelle prove libere 1 in sostituzione di Sainz Jr. a bordo della Ferrari SF-24, diventando così la prima coppia di fratelli nella storia della Formula 1 a condividere la stessa vettura in una sessione di un weekend di gara. Proprio durante la prima sessione di prove libere, però, il monegasco accusa dei problemi al pacco batteria che porterà ad una penalizzazione di dieci posizioni in griglia. In qualifica, viene clamorosamente eliminato in Q2 a seguito della cancellazione del suo giro dovuta ai track limits chiudendo in quattordicesima posizione che lo costringono a partire diciannovesimo. In gara, all'inizio del secondo giro si ritrova già in ottava posizione compiendo ben undici sorpassi nel corso del primo giro, chiudendo poi la gara in terza posizione, rimontando sedici posizioni, che nonostante la seconda posizione del compagno Sainz Jr. non consente alla Ferrari di vincere il Campionato Costruttori, a discapito della McLaren. Chiude la stagione con 3 vittorie, 13 podi, 3 Pole position e 3 giri veloci totalizzando 356 punti ed il terzo posto nella Classifica Piloti.

##### 2025

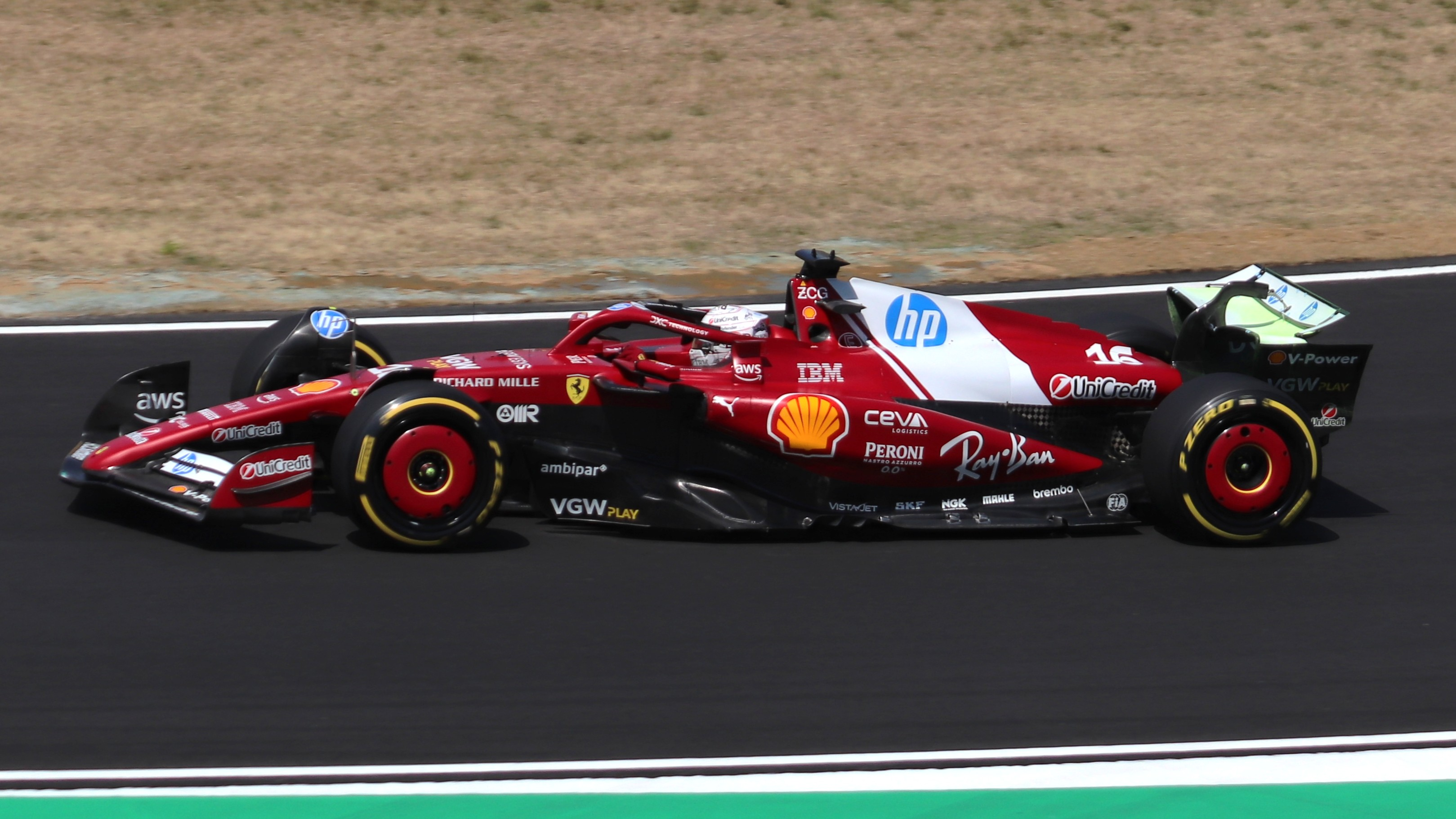
Leclerc su Ferrari SF-25 nelle prove libere del Gran Premio del Giappone 2025

Leclerc affronta la sua settima stagione in Ferrari con un nuovo compagno di box, il britannico Lewis Hamilton. In avvio di campionato la nuova monoposto SF-25 palesa difficoltà nell'esprimere il suo potenziale, non permettendo al monegasco di ottenere risultati di rilievo: in questa fase si segnala solo il quarto posto al Gran Premio del Giappone, che gli consente di battere il precedente record di Sebastian Vettel e diventare il pilota con più punti totalizzati nella storia del Cavallino. Lo stesso risultato lo replicherà al Gran Premio del Bahrain, non riuscendo a sfruttare il secondo posto ottenuto in qualifica e venendo sorpassato nei giri finali da Lando Norris. Nel successivo appuntamento in Arabia Saudita riesce ad ottenere il suo primo podio stagionale ed il primo per la Ferrari; partito in quarta posizione riesce, anche grazie ad un ottimo stint sulle gomme medie a metà gara, a concludere in terza posizione, resistendo nel finale agli attacchi di Lando Norris. Dopo un settimo posto ottenuto a Miami, dove non partecipa alla Sprint per un errore nel giro di formazione, ed un sesto posto a Imola ottiene il suo secondo podio stagionale nel suo gran premio di casa a Monaco giungendo secondo al traguardo dietro al solo Norris. Nel successivo weekend in Spagna arriva ancora a podio sempre dietro le due McLaren, dopo un quinto posto in Canada arriva il suo quarto podio stagionale in Austria, mentre in Gran Bretagna non arriva a punti per la prima volta dall'edizione del 2024, in Belgio, dopo il quarto posto nella Sprint, arriva ancora a podio, nuovamente terzo dietro a Piastri e Norris.
In Ungheria conquista la prima pole position stagionale, ma non riesce a salire sul podio, concludendo la gara della domenica al 4° posto.

## Risultati

### Riepilogo
| Stagione | Serie                       | Team                  | Gare         | Vittorie     | Pole         | Gpv          | Podi         | Punti        | Pos.         |
| -------- | --------------------------- | --------------------- | ------------ | ------------ | ------------ | ------------ | ------------ | ------------ | ------------ |
| 2014     | Formula Renault 2.0 Alps    | Fortec Motorsports    | 14           | 2            | 1            | 0            | 7            | 199          | 2º           |
| 2014     | Eurocup Formula Renault 2.0 | Fortec Motorsports    | 6            | 0            | 0            | 0            | 3            | 0            | N.C.†        |
| 2015     | Formula 3 europea           | Van Amersfoort Racing | 33           | 4            | 3            | 5            | 13           | 363,5        | 4º           |
| 2015     | Gran Premio di Macao        | Van Amersfoort Racing | 1            | 0            | 0            | 0            | 1            | N/A          | 2º           |
| 2016     | Formula 1                   | Ferrari / Haas        | Collaudatore | Collaudatore | Collaudatore | Collaudatore | Collaudatore | Collaudatore | Collaudatore |
| 2016     | GP3 Series                  | ART Grand Prix        | 18           | 3            | 4            | 4            | 8            | 202          | 1º           |
| 2017     | Formula 1                   | Ferrari / Sauber      | Collaudatore | Collaudatore | Collaudatore | Collaudatore | Collaudatore | Collaudatore | Collaudatore |
| 2017     | Formula 2                   | Prema Racing          | 22           | 7            | 8            | 4            | 10           | 282          | 1º           |
| 2018     | Formula 1                   | Sauber                | 21           | 0            | 0            | 0            | 0            | 39           | 13º          |
| 2019     | Formula 1                   | Ferrari               | 21           | 2            | 7            | 4            | 10           | 264          | 4º           |
| 2020     | Formula 1                   | Ferrari               | 17           | 0            | 0            | 0            | 2            | 98           | 8º           |
| 2021     | Formula 1                   | Ferrari               | 21           | 0            | 2            | 0            | 1            | 159          | 7º           |
| 2022     | Formula 1                   | Ferrari               | 22           | 3            | 9            | 3            | 11           | 308          | 2º           |
| 2023     | Formula 1                   | Ferrari               | 21           | 0            | 5            | 0            | 6            | 206          | 5º           |
| 2024     | Formula 1                   | Ferrari               | 24           | 3            | 3            | 3            | 13           | 356          | 3°           |
| 2025     | Formula 1                   | Ferrari               | 14           | 0            | 1            | 0            | 5            | 151*         |              |

† Poiché Leclerc era un pilota ospite, non poté ottenere punti.

* Stagione in corso

### Risultati in Formula 3 europea
(legenda) (Le gare in grassetto indicano la pole position) (Gare in corsivo indicano Gpv)
| Anno | Team                  | Motore     | 1        | 2     | 3       | 4       | 5     | 6       | 7       | 8     | 9     | 10      | 11        | 12    | 13    | 14      | 15      | 16    | 17      | 18      | 19      | 20        | 21       | 22      | 23      | 24      | 25      | 26      | 27      | 28      | 29      | 30      | 31      | 32       | 33       | Punti | Pos. |
| ---- | --------------------- | ---------- | -------- | ----- | ------- | ------- | ----- | ------- | ------- | ----- | ----- | ------- | --------- | ----- | ----- | ------- | ------- | ----- | ------- | ------- | ------- | --------- | -------- | ------- | ------- | ------- | ------- | ------- | ------- | ------- | ------- | ------- | ------- | -------- | -------- | ----- | ---- |
| 2015 | Van Amersfoort Racing | Volkswagen | SIL 1 12 | SIL 2 | SIL 3 1 | HOC 1 3 | HOC 2 | HOC 3 1 | PAU 1 3 | PAU 2 | PAU 3 | MNZ 1 5 | MNZ 2 Rit | MNZ 3 | SPA 1 | SPA 2 6 | SPA 3 2 | NOR 1 | NOR 2 3 | NOR 3 4 | ZAN 1 5 | ZAN 2 Rit | ZAN 3 10 | RBR 1 6 | RBR 2 4 | RBR 3 6 | ALG 1 6 | ALG 2 7 | ALG 3 7 | NÜR 1 4 | NÜR 2 5 | NÜR 3 5 | HOC 1 8 | HOC 2 10 | HOC 3 21 | 363,5 | 4º   |

### Risultati in GP3 Series
| Anno | Team           | 1   | 2   | 3   | 4   | 5   | 6   | 7   | 8   | 9   | 10  | 11  | 12  | 13  | 14  | 15  | 16  | 17  | 18  | Punti | Pos. |
| ---- | -------------- | --- | --- | --- | --- | --- | --- | --- | --- | --- | --- | --- | --- | --- | --- | --- | --- | --- | --- | ----- | ---- |
| 2016 | ART Grand Prix | CAT | CAT | RBR | RBR | SIL | SIL | HUN | HUN | HOC | HOC | SPA | SPA | MNZ | MNZ | SEP | SEP | YMC | YMC | 202   | 1º   |
| 2016 | ART Grand Prix | 1   | 9   | 1   | Rit | 2   | 3   | 6   | 3   | 5   | 3   | 1   | 6   | 4   | Rit | 3   | 5   | Rit | 9   | 202   | 1º   |

### Risultati in Formula 2
| Anno | Team         | 1   | 2   | 3   | 4   | 5   | 6   | 7   | 8   | 9   | 10  | 11  | 12  | 13  | 14  | 15  | 16  | 17  | 18  | 19  | 20  | 21  | 22  | Punti | Pos. |
| ---- | ------------ | --- | --- | --- | --- | --- | --- | --- | --- | --- | --- | --- | --- | --- | --- | --- | --- | --- | --- | --- | --- | --- | --- | ----- | ---- |
| 2017 | Prema Racing | BAH | BAH | CAT | CAT | MON | MON | BAK | BAK | RBR | RBR | SIL | SIL | HUN | HUN | SPA | SPA | MNZ | MNZ | JER | JER | YMC | YMC | 282   | 1º   |
| 2017 | Prema Racing | 3   | 1   | 1   | 4   | Rit | Rit | 1   | 2   | 1   | Rit | 1   | 5   | 4   | 4   | SQ  | 5   | 17  | 9   | 1   | 7   | 2   | 1   | 282   | 1º   |

### Risultati in Formula 1
| 2018 | Scuderia | Vettura |    |    |    |   |    |     |    |    |   |     |    |     |     |    |   |   |     |     |   |   |   |  |  |  | Punti | Pos. |
| ---- | -------- | ------- | -- | -- | -- | - | -- | --- | -- | -- | - | --- | -- | --- | --- | -- | - | - | --- | --- | - | - | - |  |  |  | ----- | ---- |
| 2018 | Sauber   | C37     | 13 | 12 | 19 | 6 | 10 | 18* | 10 | 10 | 9 | Rit | 15 | Rit | Rit | 11 | 9 | 7 | Rit | Rit | 7 | 7 | 7 |  |  |  | 39    | 13º  |

| 2019 | Scuderia | Vettura |   |   |   |   |   |     |   |   |   |   |     |   |   |   |   |   |   |   |   |     |   |  |  |  | Punti | Pos. |
| ---- | -------- | ------- | - | - | - | - | - | --- | - | - | - | - | --- | - | - | - | - | - | - | - | - | --- | - |  |  |  | ----- | ---- |
| 2019 | Ferrari  | SF90    | 5 | 3 | 5 | 5 | 5 | Rit | 3 | 3 | 2 | 3 | Rit | 4 | 1 | 1 | 2 | 3 | 6 | 4 | 4 | 18* | 3 |  |  |  | 264   | 4º   |

| 2020 | Scuderia | Vettura |   |     |    |   |   |     |    |     |   |   |   |   |   |   |    |     |    |  |  |  |  |  |  |  | Punti | Pos. |
| ---- | -------- | ------- | - | --- | -- | - | - | --- | -- | --- | - | - | - | - | - | - | -- | --- | -- |  |  |  |  |  |  |  | ----- | ---- |
| 2020 | Ferrari  | SF1000  | 2 | Rit | 11 | 3 | 4 | Rit | 14 | Rit | 8 | 6 | 7 | 4 | 5 | 4 | 10 | Rit | 13 |  |  |  |  |  |  |  | 98    | 8º   |

| 2021 | Scuderia | Vettura |   |   |   |   |    |   |    |   |   |   |     |    |   |   |    |   |   |   |   |   |   |    |  |  | Punti | Pos. |
| ---- | -------- | ------- | - | - | - | - | -- | - | -- | - | - | - | --- | -- | - | - | -- | - | - | - | - | - | - | -- |  |  | ----- | ---- |
| 2021 | Ferrari  | SF21    | 6 | 4 | 6 | 4 | NP | 4 | 16 | 7 | 8 | 2 | Rit | 8‡ | 5 | 4 | 15 | 4 | 4 | 5 | 5 | 8 | 7 | 10 |  |  | 159   | 7º   |

| 2022 | Scuderia | Vettura |   |   |   |    |   |     |   |     |   |   |    |     |   |   |   |   |   |   |   |   |    |   |  |  | Punti | Pos. |
| ---- | -------- | ------- | - | - | - | -- | - | --- | - | --- | - | - | -- | --- | - | - | - | - | - | - | - | - | -- | - |  |  | ----- | ---- |
| 2022 | Ferrari  | F1-75   | 1 | 2 | 1 | 62 | 2 | Rit | 4 | Rit | 5 | 4 | 12 | Rit | 6 | 6 | 3 | 2 | 2 | 3 | 3 | 6 | 46 | 2 |  |  | 308   | 2º   |

| 2023 | Scuderia | Vettura |     |   |     |    |   |   |    |   |   |   |   |    |     |   |   |   |   |     |   |     |   |   |  |  | Punti | Pos. |
| ---- | -------- | ------- | --- | - | --- | -- | - | - | -- | - | - | - | - | -- | --- | - | - | - | - | --- | - | --- | - | - |  |  | ----- | ---- |
| 2023 | Ferrari  | SF-23   | Rit | 7 | Rit | 32 | 7 | 6 | 11 | 4 | 2 | 9 | 7 | 35 | Rit | 4 | 4 | 4 | 5 | SQ3 | 3 | NP5 | 2 | 2 |  |  | 206   | 5º   |

| 2024 | Scuderia | Vettura |   |   |   |   |   |    |   |   |     |   |     |    |   |   |   |   |   |   |    |   |    |   |    |   | Punti | Pos. |
| ---- | -------- | ------- | - | - | - | - | - | -- | - | - | --- | - | --- | -- | - | - | - | - | - | - | -- | - | -- | - | -- | - | ----- | ---- |
| 2024 | Ferrari  | SF-24   | 4 | 3 | 2 | 4 | 4 | 32 | 3 | 1 | Rit | 5 | 117 | 14 | 4 | 3 | 3 | 1 | 2 | 5 | 14 | 3 | 53 | 4 | 25 | 3 | 356   | 3º   |

| 2025 | Scuderia | Vettura |   |     |   |   |   |   |   |   |   |   |   |    |    |   |  |  |  |  |  |  |  |  |  |  | Punti | Pos. |
| ---- | -------- | ------- | - | --- | - | - | - | - | - | - | - | - | - | -- | -- | - |  |  |  |  |  |  |  |  |  |  | ----- | ---- |
| 2025 | Ferrari  | SF-25   | 8 | SQ5 | 4 | 4 | 3 | 7 | 6 | 2 | 3 | 5 | 3 | 14 | 34 | 4 |  |  |  |  |  |  |  |  |  |  | 151   |      |

| Legenda | 1º posto     | 2º posto | 3º posto    | A punti         | Senza punti/Non class.  | Grassetto – Pole position Corsivo – Giro più veloce Apice – Risultato Sprint (A punti) |
| Legenda | Squalificato | Ritirato | Non partito | Non qualificato | Solo prove/Terzo pilota | Grassetto – Pole position Corsivo – Giro più veloce Apice – Risultato Sprint (A punti) |

* Non ha terminato, ma è stato classificato in quanto aveva completato più del 90% della distanza di gara.
‡ Metà punti assegnati come meno del 75% della distanza di gara è stata completata.

## Riconoscimenti e onorificenze

### Riconoscimenti
- Rookie dell'anno FIA (2017, 2018)[152][153]
- Rookie dell'anno per Autosport (2017, 2018)[154][155]
- Trofeo Pole FIA (2019, 2022)[156]
- Gazzetta Sports Awards - Categoria Exploit (2019)
- Trofeo Lorenzo Bandini (2021)[157]
- Overtake Award (2023)[158]